# 神道の歴史
神道の歴史（しんとうのれきし）では、日本の宗教である神道の歴史について概説する。
そもそも「神道とは何か」「どこまでの範囲を神道に含めるのか」といったことは、専門家の間でも定説を見ておらず、「神道の歴史がどこから始まるか」についても定説は存在しない。神道学者の岡田莊司は、神道は弥生時代から古墳時代までにその「淵源」が完成したとした上で、体系的な「神道」の成立時期については、
1. 7世紀に律令体制とともに成立したとする説（岡田莊司ら）
2. 8-9世紀に朝廷において「神道」の自覚が生まれ成立したとする説（高取正男ら）
3. 11-12世紀の院政期に地方に神道意識が浸透して成立したとする説（井上寛司ら）
4. 15世紀に吉田神道の創始をもって成立したとする説（黒田俊雄ら）

の、主として4説が存在するとしている。ここでは、特定の説に依拠しない立場に基づき、神道の淵源からその歴史を俯瞰する。

## 概要
宗教としての神道の始期に定説はないものの、その淵源は古代の日本にさかのぼる。縄文時代の終わりから弥生時代にかけて伝来した稲作に基づき、自然を神と一体とみる自然信仰が日本列島に生じたのが始まりである。こうした信仰は、古墳時代に大和王権によって国家祭祀として列島各地に広められた。最初期の神社である宗像大社や大神神社などで祭祀が行われ、神道の原型が形成された。飛鳥時代に入ると律令の整備に伴い祭祀制度・社殿・祭式の整備が進み、行政機関として神祇官が関与する律令祭祀が形成される。祭祀制度における祭祀の管理や運営の規定などは唐の祀令が参考にされた。続く奈良時代にかけて国史とともに日本神話として『古事記』『日本書紀』が編纂され、祭祀と天皇家が結びつけられた。さらに、平安時代には律令制の弛緩に伴い、神祇官を介さずに天皇やその近臣が直接地方の神社の祭祀に関与するようになった。このほか、古代の日本ではこうした神に対する信仰に仏教信仰が融合する神仏習合という現象が起きたが、一方で祭祀儀礼の面では仏教と一線を画す神仏隔離の思想も見られた。また、修験道や陰陽道といった信仰が日本に成立し、これらも神道に影響を与えた。
中世には、神道の教義化・内面化の動きが広まる。鎌倉時代には、鎌倉幕府の崇敬によって各地の神社が保護され、庶民の間では古代に盛んだった地域ごとの信仰に代わって熊野、八幡、稲荷、伊勢、天神といった神々が地域を越えて広く信仰されるようになった。こうした神道の普及の中で、知識階層では密教僧による両部神道に端を発して仏教理論を用いた神道の解釈が試みられ、神は仏の化身であるとする本地垂迹説などが唱えられた。これに対し、危機感を抱く神社の側からは、元寇勝利後の神国思想の高まりを背景に神を仏よりも優位に置いた神本仏迹説などの体系化が図られ、神道五部書を基本経典とする伊勢神道が成立した。さらに、室町時代に起こった応仁の乱によって多くの古典籍を喪失した吉田兼倶は、これを機に経典の偽作などを通じて仏教から独立した独自の教義・経典・祭祀を持つはじめての神道説である吉田神道を創り上げることに成功した。吉田神道は戦乱の時代の社会不安も手伝って急速に台頭し、上流階級を中心に広く受け入れられ、神道界の中心となった。戦国時代から安土桃山時代には、戦国大名を神として祀る神社の創建に吉田神道が関わった。
日本における近世の大部分をなす江戸時代には、江戸幕府によって神社行政が再編され、治安や交通の改善によって庶民の伊勢神宮などへの参詣や庶民祭礼が活発化した。一方、国教的な地位についた仏教は、思想としては停滞期にあった。こうした中で、江戸時代前期には仏教を批判する立場から主流の神道説は儒教の朱子学との結びつきを強め、垂加神道などの儒家神道へと移行した。江戸時代中期になると歌学や言語学といった日本の古典の実証的研究に神道を統合した国学が発展し、儒家神道に代わって隆盛をみせた。国学者の本居宣長は、中国由来の仏教や儒教の教義に寄せて神道を解釈することを強く批判し、実証的に神典を研究することを主張した。こうした宣長の神学は、江戸時代後期になると平田篤胤の復古神道に批判的に継承された。復古神道では、キリスト教から影響を受けて死後の世界を重視したほか、中国神話、インド神話、キリスト教神話など世界各地の神話は日本神話の訛りであると主張し、その後の王政復古に関わった。一方、水戸藩では、儒教を排した宣長を批判し、忠孝仁義といった儒教の倫理観に国学を統合した後期水戸学が展開された。後期水戸学は、儒教と神道とを結びつけることで天皇による日本の統治を主張し、幕末の志士たちの思想の苗床となった。
倒幕運動によって日本が近代へ向けて歩みだすと、王政復古の大号令により、神道と政治とを結びつける祭政一致が新政府の目標とされた。大教宣布の詔に基づいて神道の布教が行われたほか、神仏判然令によって神仏分離が図られ、一部では寺院や仏像の破毀による廃仏毀釈が行われた。続いて明治政府は、国家の宗祀として国家が神社を管理する国家神道体制を形成した。その後、政教分離の観点から祭政一致派が追放されると、神社は宗教ではないという定義づけによって公的な性格を付与する神社非宗教論が採られ、さらには地方の神社は公的支出から切り離されていった。これに対し、神職らは全国神職会を組織し、政府に対して公的支出などを求める神祇官興復運動を起こした。また、神社を非宗教として神道思想の表明を放棄させた国家神道体制に対しては、在野の神職や神道思想家から非難の声が上がり、民間の神道集団として教派神道13派が勢力を築いた。第二次世界大戦終結後、GHQによる神道指令によって、国家主義的イデオロギーの根源とされた国家神道体制が解体され、神社は神社本庁を包括団体とする宗教法人へと移行した。こうして神社は現代において公的な立場を失ったものの、その後は自由な宗教活動によって経済的な繁栄を手にする神社も現れ、日本の年中行事や人生儀礼において神道は一定の役割を果たしている。

## 古代

### 律令祭祀以前
縄文時代晩期から弥生時代にかけて、日本列島に稲作が伝わると、同時に稲作に基づく自然信仰も生じた。それは、自然と神を一体とみなし、神が自然災害という形で祟りを起こさないよう、捧げものを捧げたり祭祀を行うというものであった。

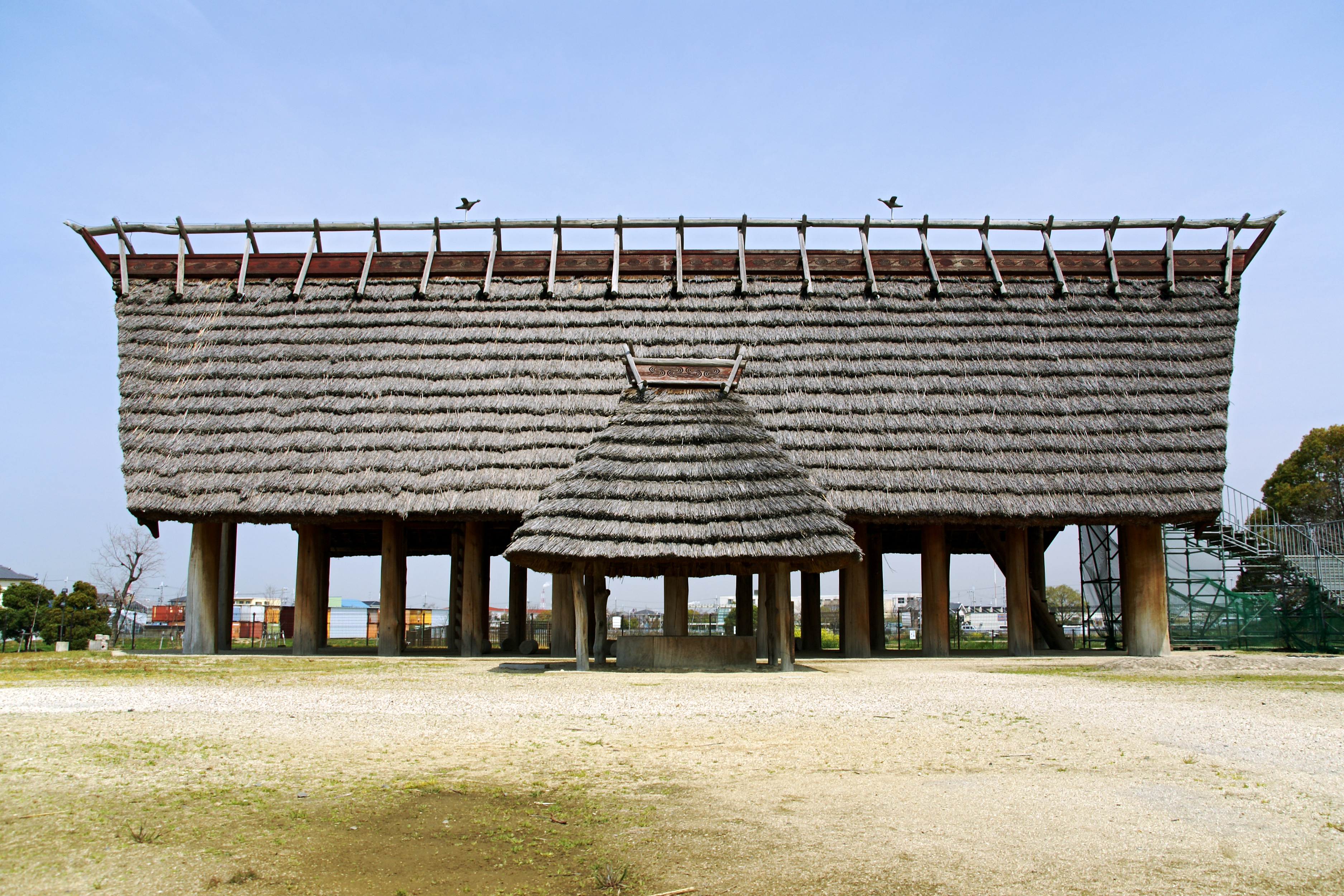
神社建築との共通性が指摘される弥生時代の遺跡、池上曽根遺跡の高殿

弥生時代には、新たな墓制である方形周溝墓、荒神谷遺跡などに代表される青銅器の祭祀、池上曽根遺跡の例のように後の神社建築と共通する独立棟持柱を持つ大規模な建物など、神社との連続性が指摘される事物が出土するとともに、鹿などの骨を焼いて占う卜骨が広範囲で出土したり、副葬品として鏡・剣・玉が用いられるなど、古事記や日本書紀に見られる神道信仰と明らかに連続性を持つ要素が見られるようになる。同時代の史料である魏志倭人伝においても、邪馬台国の女王卑弥呼が「鬼道を事とし、衆を惑わすこと能ふ」との記述が見られ、この「鬼道」がシャーマニズム的な要素が強い初期の神道であるとする説が有力である。なお、「鬼」「惑」などのようにネガティヴ的なニュアンスを持つ漢字が用いられたのは、儒教に内包される反迷信的な理念（子曰く「怪力乱神を語るべからず」-『論語』）による所が大きいと考えられる。
3世紀ごろ、大和地方の三輪山に纏向遺跡が営まれはじめるとともに、箸墓古墳など初期の大規模な前方後円墳が登場してくることから、この頃に大和王権が成立したと考えられる。この3世紀という年代は、鏡作坐天照御魂神社に伝わる三角縁神獣鏡や石上神宮から発掘された鉄製大刀が制作された年代と推定されており、記紀で語られる宝鏡や神剣のイメージと重なり、その後の神道信仰につながる要素が次第に明確になっていった。

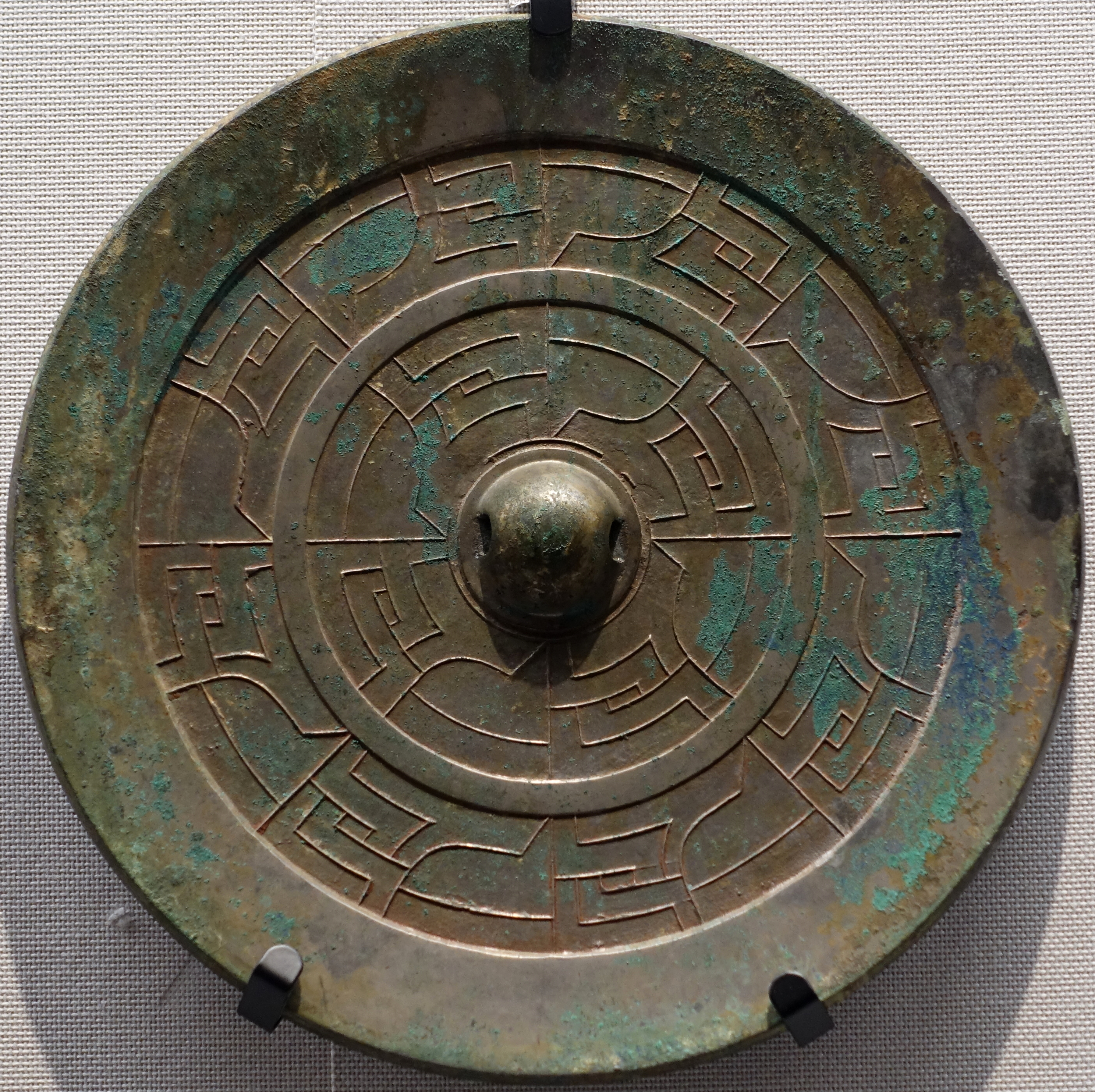
奈良県・新山古墳から出土した素文縁直弧文鏡（宮内庁蔵）

さらにその後、4世紀には最初期の神道の国家祭祀が確認でき、福岡県宗像市沖ノ島の宗像大社では、銅鏡や鉄製武器など、4世紀後半の大和周辺の古墳副葬品と共通する祭器が大量に出土することから、この時期までには大和王権による沖ノ島での祭祀が開始されたと考えられる。また、銅製小型鏡など宗像大社と一致する祭器が三輪山でも出土しており、沖ノ島での祭祀とほぼ同時期に、後の大神神社に繋がる三輪山での祭祀がはじまった可能性が高く、最初期の神社である宗像大社や大神神社での祭祀が開始された4世紀後半が、後の神道の直接の原型が形成された時期であると考えられる。
5世紀に入ると、大和地方での祭祀と共通する石製模造品を用いた祭祀跡が全国的に見つかり、大和王権の祭祀が日本列島各地に広がったと考えられる。特に東国では、茨城県鹿嶋市の宮中条里大船津地区や、千葉県南房総市の小滝涼源寺遺跡などから多数の土師器、高杯、勾玉などの石製模造品が出土しており、大和王権による祭祀が行われていたと推定される。これらの地域における祭祀は、後に朝廷から重んじられて神郡が設置された鹿嶋神社や安房神社に繋がるものと思われる。
また、この5世紀代の捧げものとして、古墳副葬品であった鉄製品に加えて、千葉県の千足台遺跡や愛媛県の出作遺跡などから、須恵器や布帛も出土するようになっており、現在の神道における幣帛に繋がる捧げ物もこの頃に成立したと考えられる。
6世紀には、古墳の葬送儀礼の変化や、竪穴式石室から横穴式石室への変化が見られるようになる。古墳の儀礼においては、武器や武具を使う人や、捧げ物となる獣、貴人が騎乗する馬など、具体的なイメージを表現した形象埴輪を用いた葬送儀礼が確立した。そして、竪穴式石室から横穴式石室への変化に伴い、遺体と霊魂を分離して考える霊魂観が成立したと推定され、このようなことが記紀神話に見られる、人格的な神観の形成に影響を与えたと考えられる。

### 律令祭祀の形成

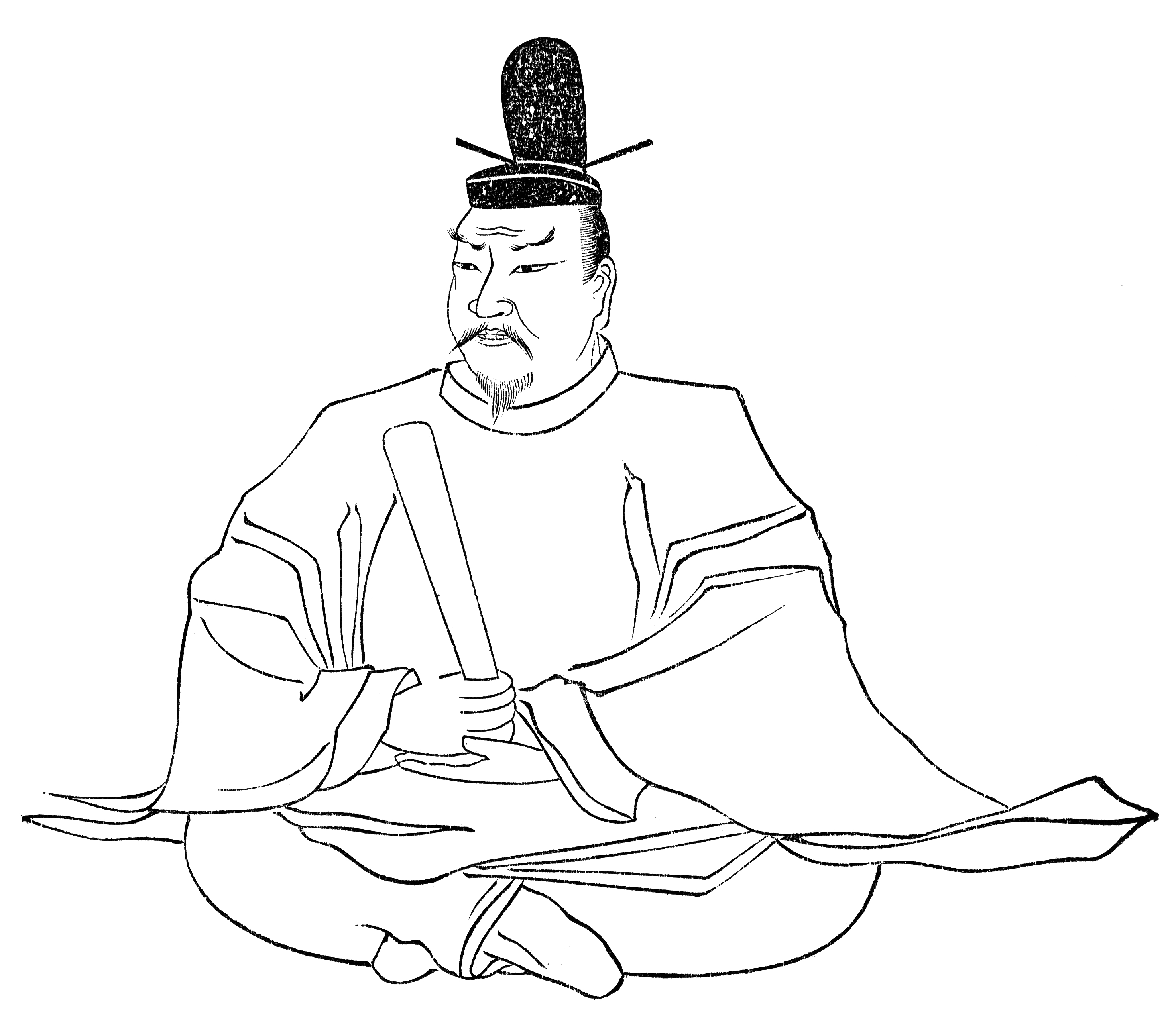
天武天皇

7世紀に入ると、日本では天武朝・持統朝を中心に律令の整備が始まり、これに伴い神道も大きく変革期を迎えた。古墳時代以来の歴史の中で形成された信仰形態をベースとしつつ、外来信仰などの要素も加味して、祭祀制度の整備、社殿の整備、祭式の整備などが進み、神道の体系化や祭祀の行政組織化が進んでいくことになる。
律令国家による公的祭祀制度は、律令の中の神祇令を基軸に展開された。神祇令は、飛鳥浄御原令制定の段階で規定されたものであると考えられており、唐の祀令が参考にされた。祭祀の管理や運営の規定などに関しては祀令のものが踏襲されたが、祭祀の内容についてはほぼ日本独自のものとなっており、神祇令は日本独自の神祇信仰を祀令に基づいて再整理したものであると理解することが穏当である。
神祇令に基づいて設置された祭祀行政の実務機関が神祇官であり、神祇伯という長官職も設置された。この神祇官の関与の下、祈年祭、鎮花祭、神衣祭、三枝祭、大忌祭、龍田祭、鎮火祭、道饗祭、月次祭、神嘗祭、相嘗祭、鎮魂祭、大嘗祭（新嘗祭）の13種類の祭祀が国家祭祀として季節に応じて催行される規定となった。旧暦2月に豊作を予祝する祈年祭を行い、旧暦3月に散る花に寄せて悪霊退散を祈願する鎮花祭を行い、旧暦の4月と7月に台風の風害が無いよう祈る龍田祭と水害がないように祈る大忌祭を行い、旧暦11月に新穀を感謝する新嘗祭を行うといったように、稲作と密接に結びつき、季節の巡行に合わせて、農耕に必要な自然の恵みに感謝することが律令祭祀の特質となっている。祭祀が行われる前後には、官人に対して斎戒を行うことが規定され、律令祭祀においては斎戒は致斎（まいみ）、散斎（あらいみ）の二種類が定められた。致斎は、一切の職務を放棄して潔斎に入り祭祀の準備のみに専念することで、散斎は職務は行いつつ「六色の禁法」のみを行わないものである。「六色の禁法」とは、喪を弔うこと、病を問うこと、宍（四足歩行の哺乳類のこと）を食べること、死刑の執行と罪人の結罰を行うこと、音楽をなすこと、穢汚に触れることの六つの禁止事項で、これを破ると罰せられることとなっていた。この致斎と散斎を行う期間の長さに応じて、律令祭祀は大祀、中祀、小祀に分類され、例えば大祀（践祚大嘗祭のみが該当）は散斎が1ヶ月、致斎が3日となっている。
律令国家祭祀のうち、祈年祭・月次祭・大嘗祭では、班幣という他国には見られない日本独自の祭祀形態がとられた。これは、神祇官が官社と認定した全国の神社の神職を神祇官に参集させて、そこで中臣氏が祝詞を奏上して斎部氏（忌部氏）が幣帛を神職に配り、これをそれぞれの神社の神に捧げさせるというものである。大祓の祭式も整備され、まず天皇に中臣氏が御祓麻を、東漢氏と西文氏が祓刀を奉って大祓詞を奏上し、次に、百官の男女が朱雀門の祓所に集まり、中臣氏が祓詞を読んで卜部氏が解除（はらえ）を行った。
これまで多くの神社は社殿を持たなかったが、この頃官社と認定された神社を中心に社殿の整備も進められた。さらに、神階の制度もこの時期に整備され、霊験を示した神社には神封や神階、神位が与えられたほか、殊に崇敬の篤い神社の存する地域には、神郡も設置された。また、一部の神社にはその神社の経済基盤を支えるための神戸や神田が設置された。官社と認定されなかった地域の民間祭祀については、引き続き社殿を持たない形式が続き、祝（はふり）という祭祀者が選ばれて、春の田植えや秋の収穫の際に神へ感謝する農耕祭祀が行われていたが、次第に祭祀の場に郡司が立ち会って国の法律を告げるなど公的性を帯びるようになり、社殿を設置することも全国的に広がっていった。
また、この時期には伊勢神宮の祭祀制度も整備され、天武天皇の時代には卜定によって悠紀・主基を決め、伊勢の方角を向いて天皇が天照大御神と食事を共にするという現在の形での大嘗祭が成立するとともに、未婚の皇族女性を神宮に派遣する斎宮の制度がはじめられた上、持統天皇の時代には式年遷宮もはじめられた。
さらに、天武天皇の時代に構想されて元明天皇の時代に結実する国史編纂事業にも神道が影響を与えた。8世紀に編纂された国史『古事記』『日本書紀』には、日本神話として神代の物語と神武天皇の建国についての物語が記され、天皇家が正統な支配者であることを基礎づけた。このほか、宗像大社の祭神を天照大御神が生み出した女神であるとする（宗像三女神）など、古い祭祀と皇祖神を結びつけることが図られ、中臣氏や忌部氏、猿女君などの朝廷における祭祀氏族の起源を神話の世界に求めた。

### 律令祭祀の変容と平安祭祀
平安時代に入ると、律令制の弛緩に伴って律令祭祀制度も変容していった。
798年（延暦17年）には、全国の官社への班幣という制度が維持できなくなり、官社を、以前の通り神祇官より班幣を行う官幣社と、国府から班幣を行う国幣社に二分することとなった。また、大社・小社の分類も行われ、特に霊験の大きな神社は名神大社とされた。それらの区分は、後述する927年（延長5年）の延喜式神名帳にまとめられている。

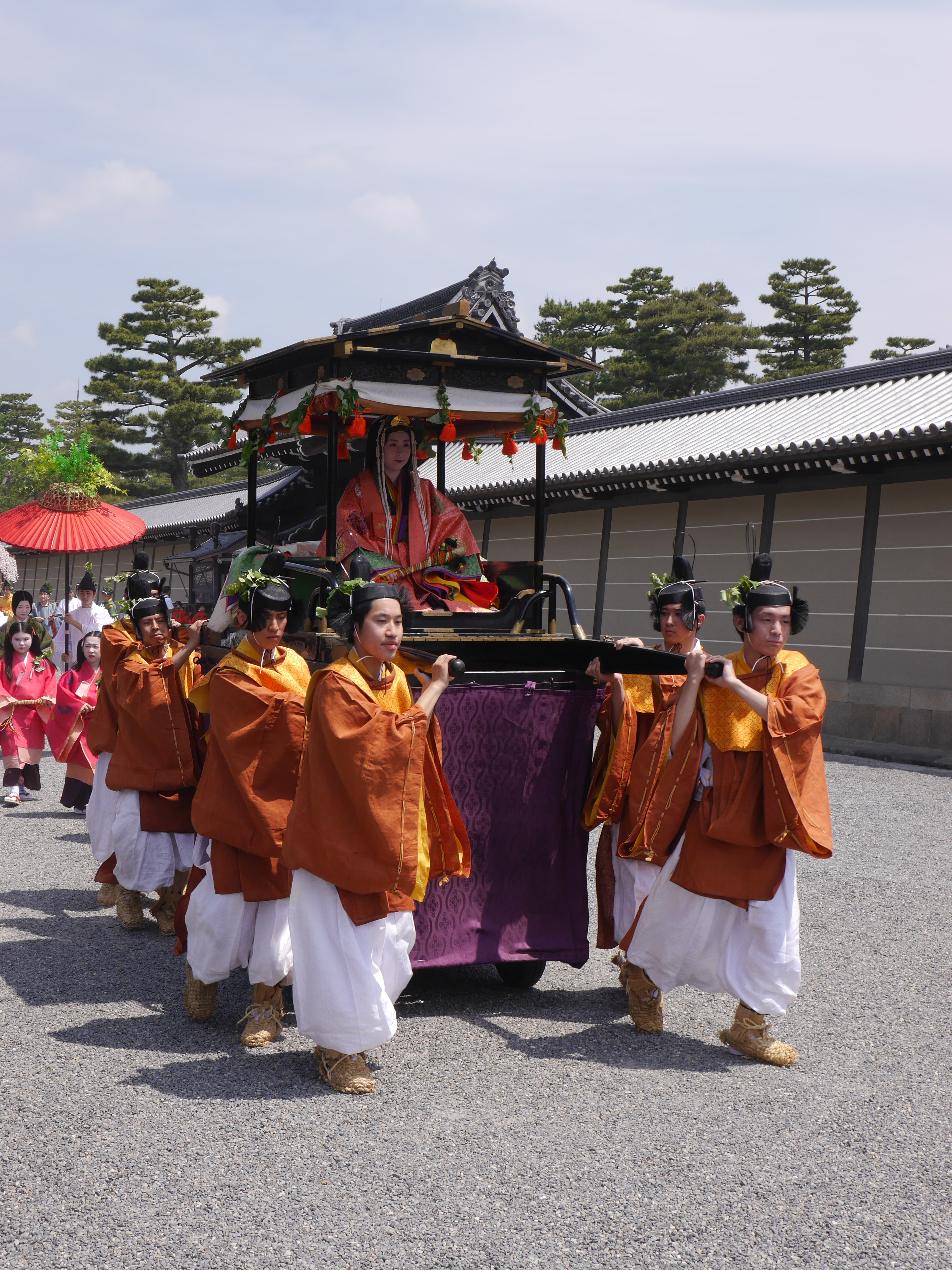
平安時代の代表的な祭りである葵祭。往時の姿を今にとどめる。

また、律令制の弛緩に伴う天皇内廷機構の伸長により、神祇官が関与せず天皇や近臣が直接関与して、関係の強い特定神社の恒例祭祀を国家公的の性格を付与して行う公祭という祭祀が、奈良時代後期から平安時代初期に生じた。称徳天皇朝に藤原光明子らが先導して藤原氏の氏神を祀る春日神社の恒例祭を公祭化したのが始まりである。さらに、天皇権の伸長によるものとして、臨時祭が行われるようになる。臨時祭とは、恒例祭祀を除く特定神祇への祭祀であり、天皇が直接祭使を派遣して行う形式である。その初例は宇多天皇朝に宇多天皇が受けた神託に基づいて行われた賀茂臨時祭であり、後に恒例化するものも含めて臨時祭と呼称された。
昇殿制が整備された宇多天皇朝においては、天皇が内裏で毎朝石灰壇と呼ばれる台で伊勢神宮を遥拝する毎朝の御拝や、特定神社へ神宝を送る一代一度の大神宝使の制度が始められるなど、天皇や近臣が直接関与する祭祀が一層拡大した。また、朱雀天皇朝には最も丁重な天皇御願祭祀である行幸が初めて行われた。今までの祭祀では、天皇はあくまで宮中にとどまって祭使を派遣するのみであったが、行幸では天皇が直接神社の行宮まで赴いて、そこから祭使を派遣するという点が今までにない形態である。
また、この頃には貴族内で氏神祭祀に関する関心が高まり、斎部広成が斎部氏（忌部氏）の伝承について記述し中臣氏に対抗した『古語拾遺』や、物部氏によって作られたと考えられる各氏の伝承をまとめた『先代旧事本紀』、さらに各氏の出自や伝承などをまとめた官選の『新撰姓氏録』も作られ、各氏が、神代に連なる「神別氏族」、皇族から枝分かれした「皇別氏族」、外国に出自を持つ「諸蕃」、出自が不詳の「未定雑姓」に分類された。
神道に関する法令としては、延喜式が927年（延長5年）に完成し、その巻1から巻10までが神道に関する法令に当てられた。この10巻を総称して「神祇式」とも呼ぶが、巻1・2は四時祭上・下、巻3は臨時祭、巻4は伊勢大神宮、巻5は斎宮寮、巻6は斎院寮、巻7は践祚大嘗祭、巻8は祝詞、巻9・10は神名上・下について記載された。
また、名神大社への奉幣も維持できなくなったことから、その中でも特に崇敬の厚い神社に対して特別の奉幣を行う祈年穀奉幣が行われるようになり、それが後に十六社奉幣へと展開し、随時追加されて二十二社制度へと収斂した。二十二社への奉幣は、中世後期の1449年（宝徳元年）まで行われた。
地方の祭祀においては、派遣された国司がそれぞれの国において国内の神社を序列化して参拝する神社の順序を定めた一宮制度が発達した。国司が参拝する神社は国内神名帳にまとめられ、後には二宮以下の神社を一つにまとめた総社も見られるようになる。

### 神仏習合と神仏隔離
6世紀に仏教が公伝すると、物部氏と蘇我氏の仏教受容をめぐる抗争を経て、日本にも仏教が広がるようになった。しかし、当初は仏が「蕃神（あだしくにのかみ）」と呼称されたり、司馬達等の娘嶋など女性が出家者となって巫女のように仏像の管理を行うなど、仏教は在地の神祇信仰的に取り入れられ、質的に違いがあるとは認識されなかった。その後、7世紀に入ると日本の神々もまた、天部にあって人と同じく解脱を目指している存在として捉える「神身離脱説」が生じ、神前読経などを行うための施設として神社内に神宮寺が建立されるようになった。満願によって建立された多度神社の多度神宮寺などがその初期の例である。また、寺院の側からも神道に接近する動きが見られ、神々を仏法を鎮護する存在とみなす護法善神説が生じ、寺院内にも鎮守社が設けられるようになった。
平安時代に入ると、神仏双方の要素を持つ御霊信仰や、熊野を浄土とみなす熊野信仰など、神仏習合に基づく様々な信仰形態が生じ、仏像の影響のもと神像も作成されるようになる。時代が進むと、神仏習合思想はさらに展開し、神は仏が衆生を救済するために仮に現れた姿であるとみなす「本地垂迹説」が生じ、菩薩や権現といった仏教的神号の使用や、神体である鏡の裏に本地である仏の像を刻む御正体の作成などが行われるようになる。
他方、朝廷や神宮においては神仏隔離の思想も見られるようになる。『貞観儀式』『儀式』などの規定によって、大嘗祭の期間は中央及び五畿の官吏が仏事を行うことが禁じられ、中祀および内裏の斎戒を伴う小祀には、僧尼の代理への参内を禁じ、内裏の仏事が禁じられた。平安時代中期以降には、新嘗祭、月次祭、神嘗祭などの天皇自らが斎戒を行う祭においては、斎戒の期間中内裏の仏事をやめ、官人も仏法を忌避することとなった。伊勢神宮でも、境内では「仏」を「中子」、「僧侶」を「髪長」に言い換えるなどの忌詞の制が敷かれ、斎宮でもこれに準じて忌詞が用いられた。このように、神仏習合は信仰ベースで進みつつも、祭祀儀礼は神道と仏教が別体系で存在したのである。

### 修験道・陰陽道の成立
奈良時代頃には、古来日本では山中他界とされ、足を踏み入れることのなかった山中が、密教、陰陽道、神祇信仰など様々な要素の影響を受けて、修行場となりはじめた。その草創期の人物として役小角などが上げられるが、平安時代末期に入るとそういった山岳修行が組織化されていき、金峯山、熊野三山、出羽三山、戸隠山などが代表的な霊山とされ、修験道が形成されていった。さらに後には、天台宗系の本山派と、真言宗系の当山派、出羽三山を拠点とする羽黒派、英彦山に拠点を置く英彦山派などの修験道各派が成立していく。

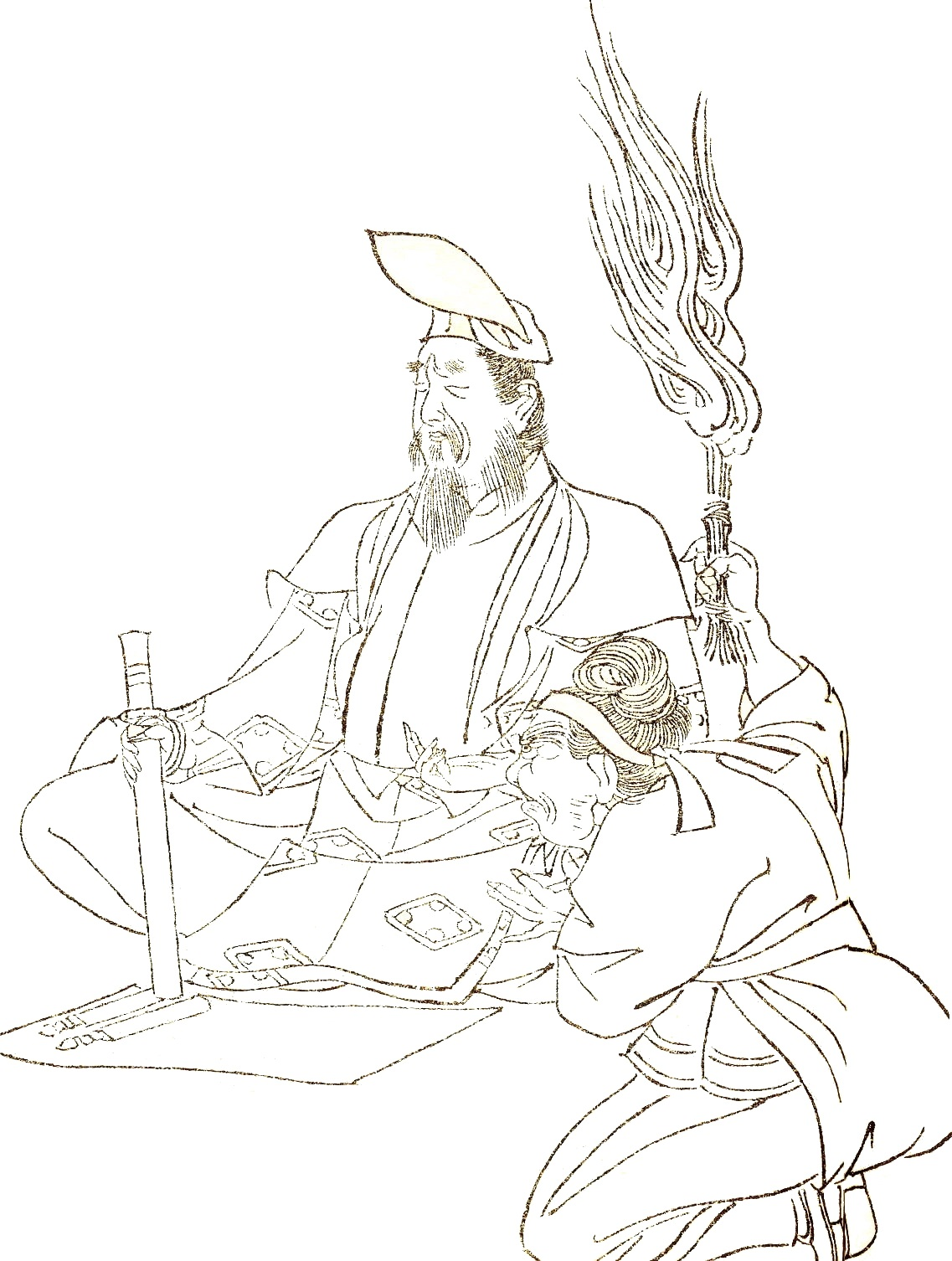
安倍晴明

平安時代には、朝廷において陰陽道も成立した。陰陽道は、中国から輸入された陰陽五行説をもとに、日本で独自に発展したものである。陰陽道の成立は神道にも影響を与え、神祇官が行なっていた大祓や道饗祭などの祭祀が陰陽寮の儀礼として行われるようになり、中臣氏が奏上していた大祓（中臣祓）も「中臣祭文」に改まり、陰陽師に用いられるようになった。この違いは、中臣祓は宣読体であったものが、祭文では奏上体になっていることである。ただし、神道祭祀が国家的なものであるのに対して、陰陽道は貴族たちの疫病退散や立身出世など、現世利益の要求が高まる中で行われていったものである。10世紀からは、安倍氏や賀茂氏が中心になって陰陽寮が世襲されるようになった。

## 中世

### 幕府の神祇制度
鎌倉幕府が開かれると、幕政の下神社制度も再編された。幕府を開いた源頼朝は神道の崇敬が厚く、伊勢神宮の神領を安堵した他、伊豆山神社、箱根神社、三島神社の崇敬も厚く、特に伊豆箱根二所権現には歴代将軍が毎年1月に参詣するのが恒例となり、現在の初詣に繋がったとする指摘もある。また、1194年（建久5年）には寺社奉行を設置した。源頼朝の崇敬心を引き継いだ鎌倉幕府は、1232年（貞永元年）制定の「御成敗式目」において第1条に「神社を修理し、祭祀を専らにすべき事」「神は人の敬いによって威を増し、人は神の徳によって運を添う」と神道についての定めを規定した。また、幕府が出した「関東新制」には神社の神事興行、神人乱行の停止など各種の規制が見える。社務ではなく行事をはからう官職として祈祷奉行や神事奉行も設置され、室町時代には千秋氏が祈祷奉行を世襲した。
朝廷においては、神社の訴訟などを天皇に奏する寺社伝奏が置かれて問題の処理を担当したが、幕府勢力の台頭後は幕府と連絡を取り合い裁可を仰ぐことがその務めとなった。また、上皇による熊野大社への行幸も院政期に盛んに行われるようになった。幕府成立による朝廷の権威の衰微に伴い、かえって朝廷では神祇祭祀が強く意識されるようになり、順徳院は『禁秘抄』で「神事を先にし他事を後にす」と述べている。

### 中世の庶民信仰
中世に入ると、庶民の神道信仰においても変化が見られるようになる。古代においては地域ごとに氏神を祀り共同体の繁栄を祈る祭りが中心であったが、中世に入ると霊威ある神が地域を越えて各地に勧請され、個人の禍福を祈る勧請型神社の系統が増加した。
特に、広く信仰されるようになったのは、熊野、八幡、稲荷、伊勢、天神である。熊野は、もともと死者の霊魂が行く山中他界と考えられていたが、神仏習合思想の流行によって、熊野は現世に出現した浄土と考えられるようになり、本宮大社の本地も阿弥陀如来とされるようになった。人々は、来世往生と現世利益の個人祈願のために、こぞって熊野大社へ詣で、「蟻の熊野詣」とまで呼ばれるようになった。朝廷でも、上皇による熊野行幸が院政期に盛んに行われた。八幡は、石清水八幡宮が清和天皇の守護神として宇佐から勧請されたという経緯もあり、清和源氏の氏神として仰がれ、源義家は鎌倉に鶴岡八幡宮を勧請した。源頼朝が鎌倉幕府を開くと、鎌倉幕府に従った全国の御家人も自らの所領に八幡神を勧請したことで、全国的に八幡信仰が広がっていった。稲荷は、もともと秦氏の氏神であったが、平安時代に入ると東寺の守護神として仰がれ荼枳尼天と習合し、農業の神として各地に伝播していった。伏見稲荷大社の祭日である初午には、多くの庶民が群参したが、この初午は田の神信仰において山の神が里に降りて田の神になる時期に当たるものであり、農民の素朴な田の神信仰が稲荷と結びつく形で稲荷信仰が広がっていったものと考えられる。
元来は天皇以外の幣帛や祈願が禁止されていた伊勢神宮も、律令国家による経済基盤を失った中世以降は、御師が中心となり初穂料や造営費を集めるため全国の荘園に積極的に布教や私祈祷を行うようになり、はじめ荘園領主や武士層から、次第に庶民にまで伊勢信仰が広がった。また、熊野詣の際に伊勢路を通ると必ず伊勢神宮を通ることになるため、そこで多くの人が伊勢神宮を参拝するようになったという側面もあり、先行する熊野信仰も伊勢信仰の拡大に寄与した。鎌倉時代の『勘仲記』には1287年（弘安10年）の外宮遷宮に際して「参詣人幾千万なるを知らず」と記されるなど、多くの庶民が伊勢神宮に参詣するようになった。

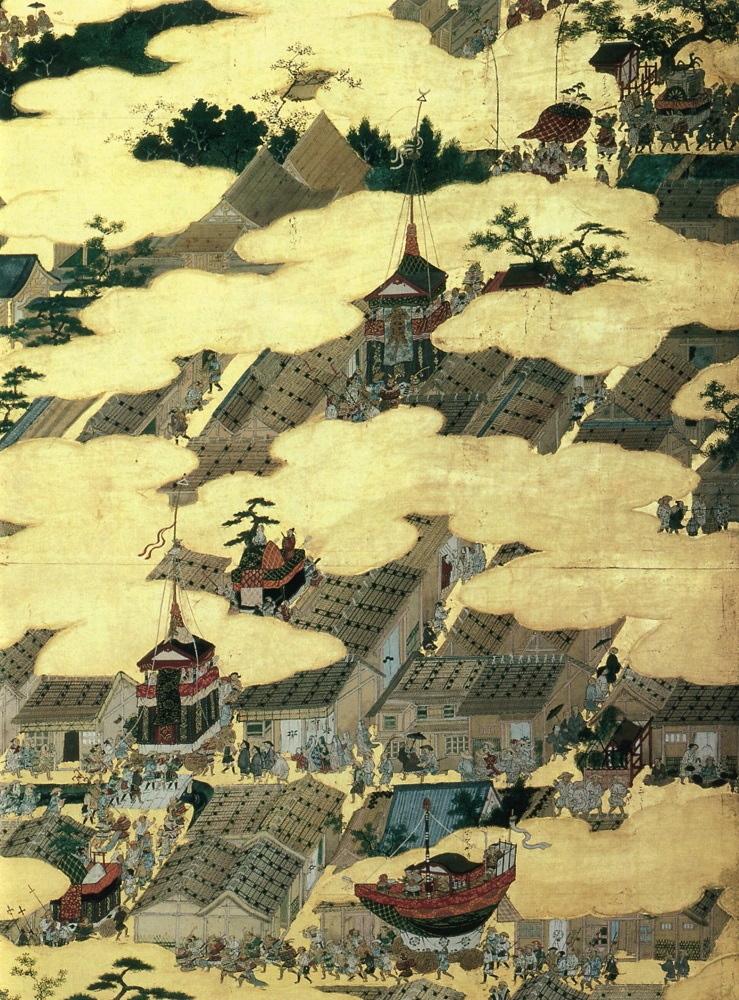
狩野永徳筆『洛中洛外図屏風』に描かれた中世の祇園会の様子
国宝・米沢市上杉博物館蔵

これらの神社の信仰の高まりにより、その本社を村々へ勧請する動きが広がったほか、荘園制の展開に伴って荘園の本所の社寺の祭神が各地に勧請されるようになったこともあり、現在の全国の神社の3分の1が八幡・伊勢・天神・稲荷・熊野の五つの系統に占められるようになった。
また都市部での庶民祭礼も発展し、朝廷が863年（貞観5年）に神泉苑で都市の住民が自由に参加できる形での公的な御霊会を催行して以降、庶民により祇園祭が行われるようになった。御霊会は、神輿迎えから還幸の祭礼まで神輿の巡幸が行われ、これにより霊験が高まると考えられていた。神輿の巡幸では、京都の住人たちが御旅所を用意して祭の準備をして祭が行われたため、朝廷の公的関与は少なく、京都住人の在地性や独自性が極めて高い庶民祭礼であった。この他、平安中期までに北野御霊会、松尾祭、今宮祭、稲荷祭などの京中祭礼が成立した。
また、各荘園では村落の自治が高まり惣が形成され、祭りの編成組織として神事運営のための宮座が重視された。宮座は、オトナ・年寄と呼ばれる古老が取り仕切り、若者衆が神事の奉仕に当たった。また、村の取り決めには起請文を記して神に誓約し、一揆の時には一味神水が行われるなど、神社が村民の精神的拠り所となった。村民たちは日常の農耕生活の中でも神社に寄り合い、村民の中から一年交代で年番神主が選ばれていた。

### 神道の理論化と本地垂迹説
知識階層においては、神道を教義化・内面化する動きが広がった。その嚆矢は、平安時代中期ごろより密教僧が密教的語彙により形成した両部神道説であり、その最初期の例である真言宗の僧・成尊が11世紀に著した『真言付法纂要抄』では天照大御神と大日如来が一体であり、日本こそが密教流布に相応しい地であると主張され、中世神道説における主要な概念がここから導き出されることとなった。
その後、1186年（文治2年）の重源による伊勢神宮参籠をはじめとして僧侶による伊勢神宮参拝が相次いで行われるようになり、伊勢神宮御厨のあった仙宮院を中心に両部神道書が大量に著述されるようになった。その最初期のものと思われるのが、『三角柏伝記』『中臣祓訓解』である。これらの書物において、伊勢神宮の内宮と外宮が密教における胎蔵界と金剛界に配され、両宮が地上に出現した曼荼羅と見立てられ、天照大御神は光明大梵天王であり日天子、豊受大神は尸棄大梵天王であり月天子とされた。その後、『麗気記』が編纂され、真言密教に基づく秘説を集成し、両部神道の代表書となった。
さらに、寺院において神道書や関連する切紙などが成立するようになると、これを相伝する両部神道系の神道流派が形成されるようになり、守覚法親王を始祖とする三宝院御流や、三輪山周辺の平等寺において展開した三輪流などが成立する。このような両部神道系の諸流派においては、その秘事の伝授にあたり、密教に倣った灌頂・伝授が行われ、これを神道灌頂と言った。

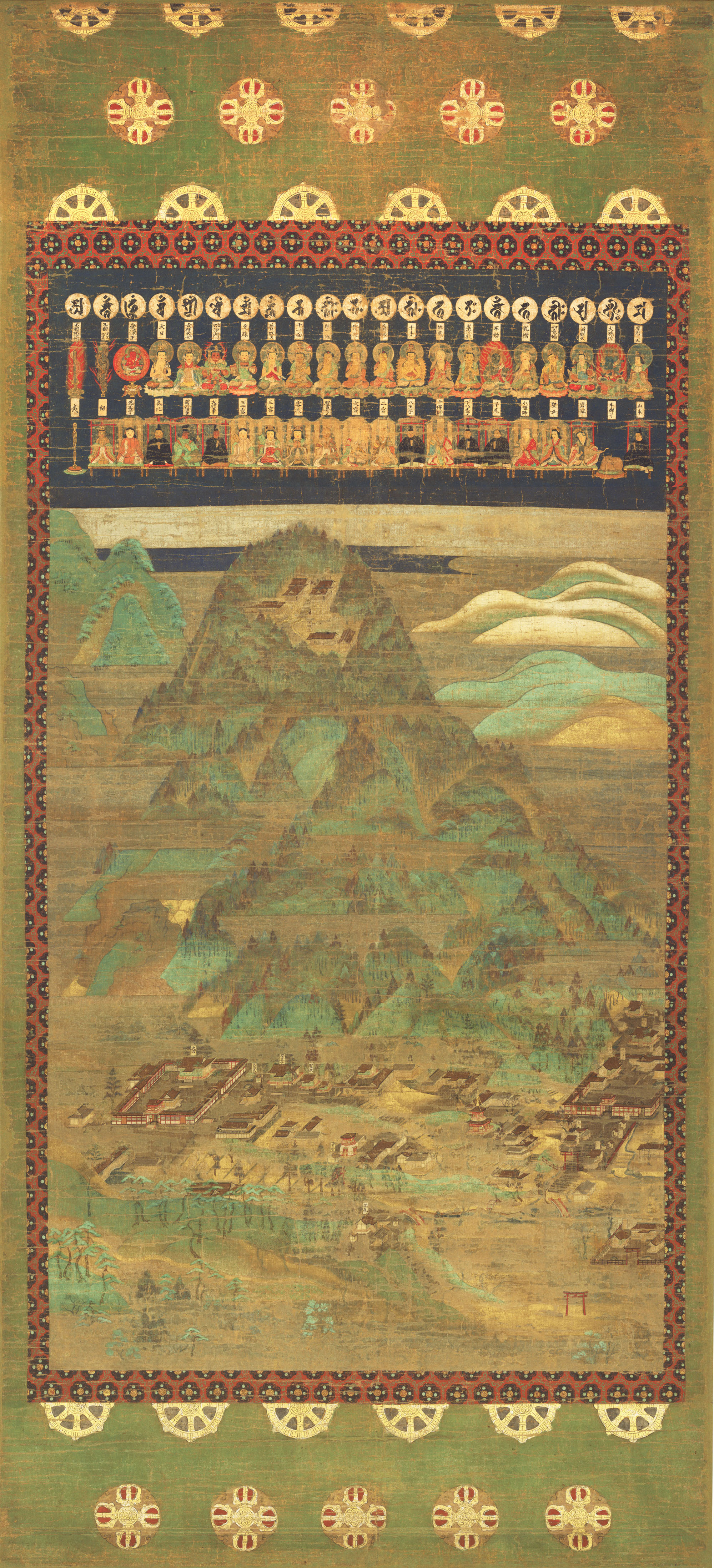
『絹本著色日吉山王宮曼荼羅図』（室町時代）
上部に二十一社の祭神・本地仏・種子を配置。下部は山王二十一社の俯瞰図で八王子山頂の二社と山麓の社殿群を描く。

真言密教のみならず、天台宗の立場からも神仏習合思想に基づく神道説が生じた。その基本は、比叡山の守護神である日吉大社の意義を天台教学に基づいて説明するものであり、これを山王神道と呼称する。
13世紀には、『耀天記』が著され、日吉大社の大宮（西本宮）は末法小国である日本の衆生を救うために釈迦が大明神として垂迹したものであるとされた。さらに14世紀には義源が『山家要略記』を著して、本宮のみならず山王七社全てが仏の垂迹であると主張した。その後、義源の弟子の光宗が『渓嵐拾葉集』を著して天台教学を全て山王に結びつけて教義を体系化した上で、山王明神は人々の心に備わっているものであるとした。また、衆生は修行をせずともすでに悟りを開いているという天台本覚思想の流行に相まって、衆生に近い日本の神こそが本地であり、仏が神の垂迹であるという反本地垂迹説もこの書物の中で主張されている。なお、天台宗における神道論は、主に記家と呼ばれた僧の集団によって担われたものである。
鎌倉時代後期には、東大寺あるいは奈良において、三社託宣という掛物も成立した。これは、天照皇大神・八幡大菩薩・春日大明神の三社の託宣として、正直・清浄・慈悲の教条を漢文体で書き記したものである。この三社がとりわけ信仰対象となったのは、天皇の祖神である天照大御神、武家（清和源氏）の氏神である八幡神、公家（藤原氏）の氏神である春日神の三神が、神代において幽契を結んでおり、現世において天皇・武家・公家が協調して政治を行うことが神代より定められていたという信仰によるものである。
中世の神仏習合思想の浸透の中で、各神社では縁起が多く作成されるようになり、多くの神社縁起や縁起絵巻が作成された。『春日権現現記』や『北野天神縁起』『八幡愚童訓』などが著名で、14世紀に成立した『神道集』にはそういった説話類が集められている。中世に入って朝廷が衰微し、武家から確かな庇護を受けるためにこのような縁起類が作成されたと考えられる。また、神仏習合に基づいて神話を再解釈する中世神話も広がった。
なお、本地垂迹説の傾向は鎌倉時代に勃興する鎌倉新仏教にも取り入れられ、浄土真宗においては存覚が『諸神本懐集』を著し、日本の神社を、仏を本地に持つ「権社」と、そうではない「実社」に分け、「権社」のみを崇敬するべきだと主張した。日蓮宗では、日蓮自身も積極的に神道を取り込み、日蓮の弟子日像により法華神道という形で体系化された。その思想は、日蓮が提唱した法華経に基づく正法が正しく行われている場合には、熱田明神を筆頭とする三十番神という日本の神々が、1日交代で日本を護持するというものである。その他、時宗や臨済宗、曹洞宗でもそれぞれの態度に基づいて本地垂迹説が受容された。

### 神国意識と神本仏迹説
他方、神社側でも仏教などの外来宗教の影響も受けつつ、神道を教義化・内面化していく動きが活発になり、本地垂迹説に対して神を優位とする神本仏迹説も生じるようになる。律令制の崩壊に伴い、存在基盤が動揺し始めた神道勢力の中に強い危機感が生じ、彼らが神道祭祀について神秘的な権威づけを図って記述を行いはじめたことや、仏教勢力が積極的に神祇の世界に近づき仏教の論理によって神道の再解釈を試みたことに対して、神道側から仏教に対抗して神道の立場を主張しようとしたことが、その背景にある。また、元寇勝利後の神国思想の高まりや、全国への神宮御厨の増加による伊勢神宮の権威の高まりも、体系的神道論形成の背景となった。

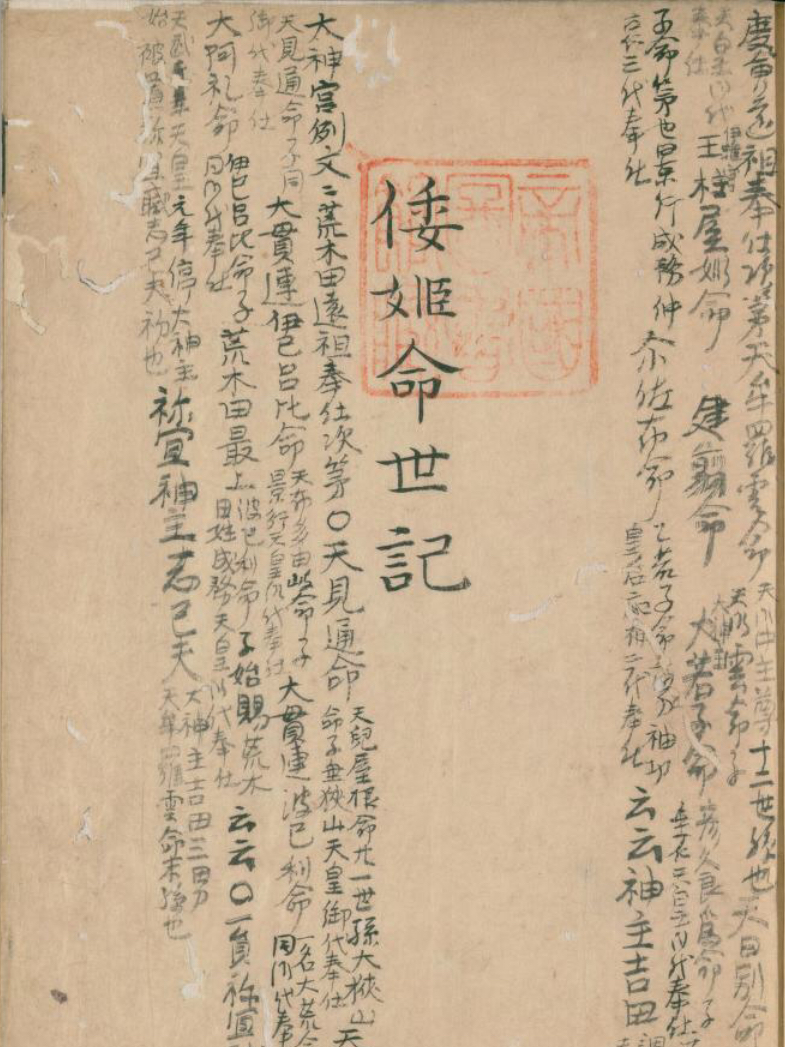
伊勢神道の経典の一つ『倭姫命世記』
1769年（明和6年）に書写されたもの

その嚆矢は、鎌倉時代中期に成立した伊勢神道である。伊勢神道は、伊勢神宮の外宮祠官である度会氏が中心となって形成した神道説であり、「神道五部書」を基本教典とする。五部書の中でも『倭姫命世記』『造伊勢二所太神宮宝基本記』が比較的早く成立した書物であり、両部神道における内外宮の金胎両部説を援用しながら、内宮と外宮を同格とし、ひいては外宮を優越させることを図った。これらの書物の中で外宮の祭神である豊受大神を、天照大御神に先行する根元神として天御中主神に比定、さらに内宮を火徳、外宮を水徳としたが、これにより五行説における「水克火」に基づいて外宮を優先させようとした。また、邇邇芸命の母である萬幡豊秋津師比売命を豊受大神の孫神と位置づけ、豊受大神を皇孫の系譜に組み込んだ。また祭神論の他、皇統の無窮と三種の神器の尊厳、神宮の尊貴性を説いて神国思想を強調し、神道における二大徳目として正直と清浄を掲げ、これを中心とした倫理観と道徳感を展開し、祭祀の厳修と斎戒、解除（はらえ）を重視した。
伊勢神道がさらに発展するきっかけとなったのが、1296年（永仁4年）に豊受大神宮に「皇」の字を付け加えたことを巡って生じた「皇字論争」であり、ここで外宮の中心となった度会行忠は、外宮の正統性の根拠として上述の書物を取り上げた上で、神道五部書のうちの『天照坐伊勢二所皇太神宮御鎮座次第記』『伊勢二所皇太神御鎮座伝記』『豊受皇太神御鎮座本記』の三書を撰述し、伊勢神道の典籍を世に広げることとなった。
度会行忠の跡を継いで伊勢神道を確立したのは度会家行であり、彼は『類聚神祇本源』を著して宋学、老荘、仏教など多様な書物を引用しつつ伊勢神道を体系化するとともに、「機前論」という独自の神道教義を説いた。それは、世界が生成される以前の混沌状態を「機前」とし、かつそれが我が心の本源であり、そこに神の本質があるとした上で、その機前をいかす実践として清浄を維持することを説いたものである。
さらに後には度会常昌が出て、度会氏は外宮鎮座以前は内宮に奉仕してきたと主張して内宮と外宮の同列化の根拠とし、さらに外宮を水神と見る立場から内宮と外宮の関係を月日に比定し、日月が並んで宇内を照らすように、伊勢両宮が双座すると主張した。

北畠親房

南北朝時代に入ると、伊勢神道の影響を受けた北畠親房が『神皇正統記』や『元元集』を著し、日本の皇統が神代と連続し、一度も交代しなかったことから神国としての日本の優位論を説くとともに、天皇には血統のみならず儒教的な徳目を要求し、「諸教を捨てず」と説いた。同時代、天台僧の慈遍も伊勢神道から影響を受けて『旧事本紀玄義』を著し、天皇の君主像を提示し、神道における政治論を確立した。また、公家の一条兼良も『日本書紀纂疏』を著して日本書紀神代巻を哲学的に解釈して神道思想を形成した。忌部正通は『神代巻口訣』を著して日本書紀神代巻の注釈を通じて神道神学を叙述した。

### 吉田神道の形成

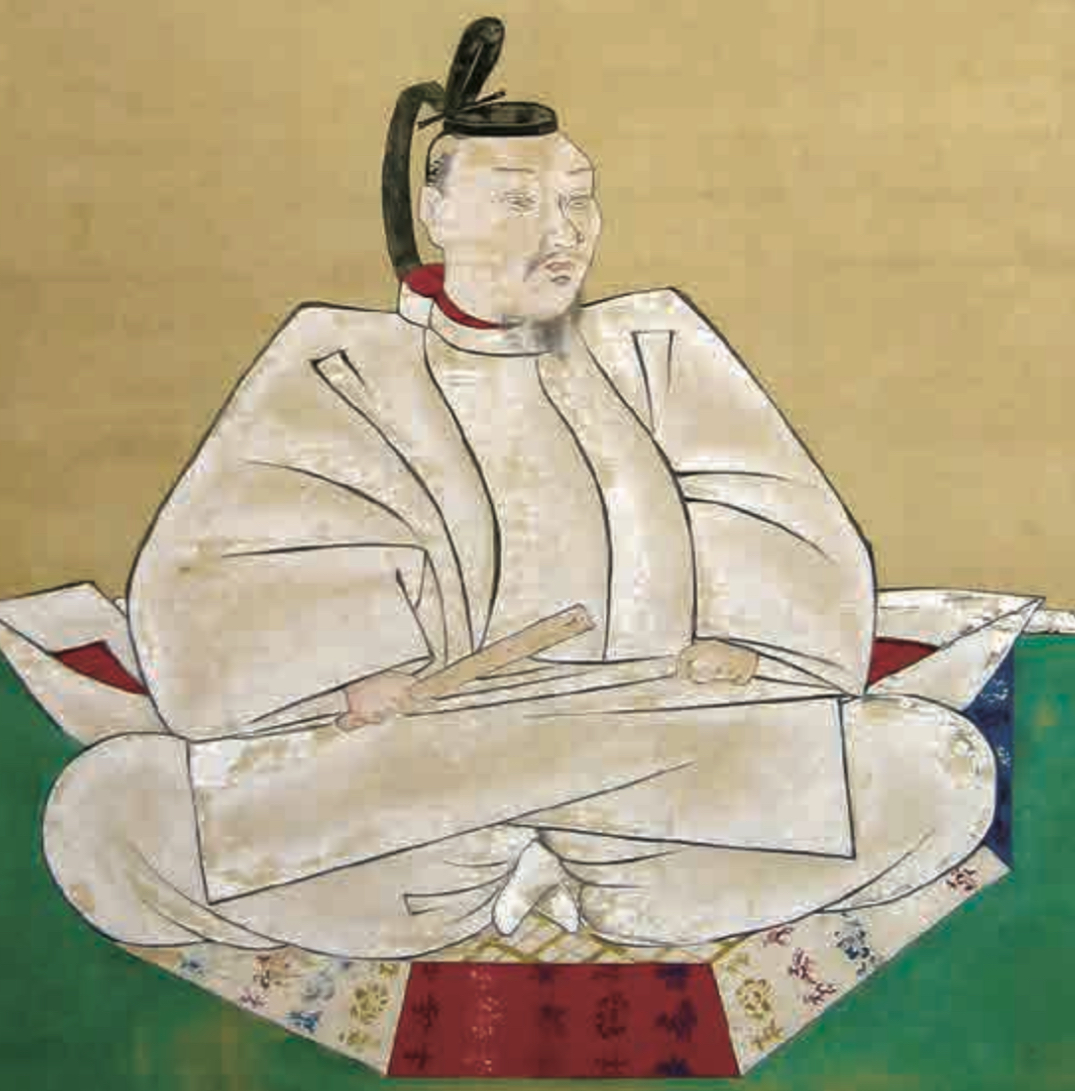
吉田兼倶

応仁年間に入ると、応仁の乱が生じて京都は焼け野原となり、多くの寺社にも影響を与え、大嘗祭や即位式などの朝廷儀礼も中絶した。その動乱に衝撃を受けた神官の一人が、吉田兼倶である。兼倶は、自らが奉職してきた吉田神社を戦火により失うとともに、吉田神社周辺の住人十数名が戦災のために命を落とし、動揺のあまり出奔するに至った。しかしながら、この戦災のために多くの古典籍を喪失したことが、かえって吉田神道という新たな神道説が形成される契機となった。
なお、吉田家は卜部を本姓とし、神祇官において亀卜を専門として代々神祇官の次官である神祇大副を世襲した家系である。中世には、卜部兼方が『釈日本紀』を著すなど日本書紀研究に精通し、「日本紀の家」と呼称されるに至っている。
さて、兼倶は『神道大意』『唯一神道名法要集』などを著して、中世神道思想を集大成しつつ、様々な宗教の言説を取り入れて「吉田神道」という新たな神道説を提示した。その中で兼倶は神道を「本迹縁起神道」（各神社に伝わる縁起類）、「両部習合神道」、「元本宗源神道」の三つに分類し、自家に伝わる「元本宗源神道」こそが我が国開闢以来の正当な神道だとし、神を「天地万物の霊宗」、道を「一切万行の起源」と定義した。また、神道と儒教や仏教との関係について、神道が根元であり、儒教はそれが中国で枝葉として現れたもので、インドに至り果実として仏教が花開いたとする根本枝葉果実説を強く主張し、三教一致の立場に立ちながら、神道こそが諸教の本質であると主張した。

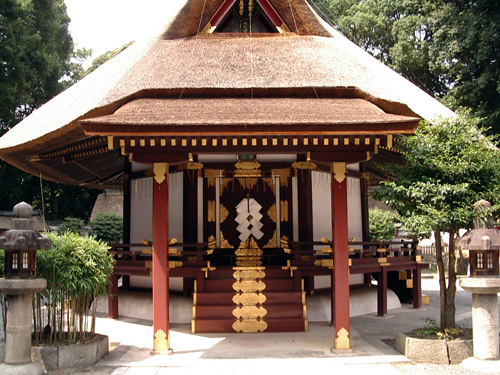
吉田神社斎場所大元宮（京都市左京区）

その上で神道は、本質である「体」、現れ出た姿である「相」、はたらきである「用」の三側面があると主張し、それらの作用が、日月や寒暑、自然などのあらゆる現象を司っているとした。畢竟、森羅万象全ての存在の内部に神が存在し、神が宇宙全体に遍満するという一種の汎神論が、兼倶の構想した神道説であった。兼倶は、神道説とともに多くの祭儀も形成した。まず、吉田神社の境内に大元宮斎場所を築き、そこが内宮外宮、八神殿、式内社三千余社を祀る奉斎場であり、神武以来の我が国における祭祀の根元であり、全国諸社の本宮であると喧伝した。さらに密教の影響を受けて、炉を中心とする八角形の壇の中で火を焚き、そこに穀物や粥を投入しながら祈祷を行う護摩行事を発案し、「十八神道行事」「宗源神道行事」と並ぶ三壇行事を形成した。
このような教説は、『天元神変神妙経』『地元神通神妙経』『人元神力神妙経』の「三部の神経」によって説かれた。これらの経典は天児屋根伝来の教えとされたが、この三経は架空の経典であり、製作された形跡もない。兼倶は、これらに類似する経典を中臣鎌足などに著者を仮託して偽作し、経典を作り上げていったのである。斎場所の由緒も、兼倶が自ら作り上げたものである。
吉田神道は、人を神として祀る神葬祭の儀礼も確立した。古来、神道においては死を穢れとみなす習慣によって葬祭にはあまり関わってこず、亡くなった人を神として祀る例も、怨霊信仰や天神信仰など怨霊を鎮めるという形式に限られていた。しかし、人と神を密接な関係性で捉える吉田神道においては積極的に葬送儀礼が行われ、吉田兼倶はその遺骸の上に霊社となる神龍社を創建させた。
吉田神道は新興勢力でありながら、戦乱の時代という社会不安もあってか急速に台頭し、大元宮の建立に際して日野富子の後援を受けたり、1473年（文明5年）には大元宮の勅裁まで受けるなど、上流階級を中心に広く受け入れられていき、近世の神道界の中心となった。他方で、伊勢神宮の内外両宮の祠官などからは強い抗議を受けている。
吉田神道は、中世神道思想を集大成し、様々な宗教の諸言説を越境的に統合しつつ、仏教から独立した独自の教義・経典・祭祀を持つはじめての神道説となり、神道学者の岡田莊司は吉田神道の成立を「神道史上の転換期」と述べ、歴史学者の黒田俊雄は吉田神道の成立が神道の成立であると主張するなど、複数の研究者から神道史上の画期であると捉えられている。
上述の通り神葬祭を確立した吉田神道は、戦国時代に入ると戦国大名を神として祀る神社の創建に関わっていくことになり、吉田兼見は豊臣秀吉を神として祀る豊国神社の創建に関与した。また、吉田家の神龍院梵舜は徳川家康に神道を講じ、その遺言により家康没後に神葬祭を実施した。

## 近世

### 江戸幕府の神祇制度と朝儀の復興
戦乱の時代が終わり江戸時代が始まると、神社行政も再編された。幕府はまず、各神社のその時点での社領を安堵して「守護使不入」の特権を与えていったが、このうち将軍の朱印状を得たものは朱印地と呼ばれ、領主の黒印状を得たものは黒印地と呼ばれた。ただし、これにより認められたのは神社の収益権であり、土地の所有権は幕府のものとされた。また、幕府は将軍直属の役職として寺社奉行を設置し、老中所管の町奉行や勘定奉行を上回る三奉行の筆頭に位置させた。また、神祇の故実や祭儀の典礼を研究して寺社奉行の諮問に答える役職として寺社奉行所管の神道方も設置されて、吉川惟足以降吉川家が世襲した。他方、伊勢神宮を担当した山田奉行や、日光東照宮を担当した日光奉行など、特定神社には個別に奉行が当てられた。
1665年（寛文5年）には幕府は諸社禰宜神主法度を発布し、位階を有しない一般の神職が狩衣や衣冠などを着装する際には、吉田家が発布する神道裁許状を取得しなければならないとし、吉田家にほぼ全ての神職の管理権を与えることとなった。ただし、神宮や賀茂神社、春日大社、宇佐八幡宮、出雲大社、伏見稲荷大社など、従前より伝奏を通じて朝廷から位階を授与されてきた社家は、今後も吉田家によらず従来通りの方法をとることが承認された。その他、この法度では神職の職務怠慢への罰則、社領の売買禁止、社殿の修理義務などが記されている。
葬祭に関しては、幕府は宗門人別改帳の作成と合わせて檀那寺で行うことを強制し、人々は仏式での葬儀が義務付けられることになったが、吉田家や有力社の社家は寺社奉行の認める限り神式の葬祭が許可され、江戸中期になると神職らの間で檀家制度から離れる離檀運動が生じたことから政策が緩和され、神道裁許状を受けたもので、檀那寺と和解した者は神葬祭が認められた。この場合、寺ではなく神社がキリシタンでないことを証明したことから、「寺請」ではなく「神道請」と呼称された。
また、幕府は戦乱により中絶していた朝儀の一部再興も財政的に支援していった。後土御門天皇以来222年間中断していた大嘗祭は、東山天皇の代に再興され、桜町天皇以降恒常化した。新嘗祭も、大嘗祭復興の翌年の1688年（元禄元年）に再興された。また、奉幣使の一部も再興され、1744年（延享元年）には上七社への奉幣及び宇佐八幡宮と香椎宮への奉幣使が再興された。神嘗祭に際しての朝廷からの例幣使発遣は、1647年（正保4年）に後光明天皇の特旨により再興された。伊勢神宮の式年遷宮も中断していたが、これは慶光院の清順や周養の尽力で織豊政権期に再興されている。また、戦乱により焼失した神祇官は吉田神社の斎場所にある八神殿をもってこれに代えられ、神祇官そのものは再興されなかった。
また、修験道についても幕府は規制を設け、1613年（慶長18年）には「修験道法度」が発布され、山伏は当山派か本山派に属さなければならないものとし、そうでない山伏の活動を禁じた。これを機に、修験者たちは山岳に定住する者と里修験として地域に定住する者に二分化され、後者は庚申待などの民間信仰で指導的役割を果たした。

### 琉球への伝播
寛永10年（1633年）、琉球人・天顔が琉球に神道を伝えた（『沖縄志』）。

### 近世の庶民信仰

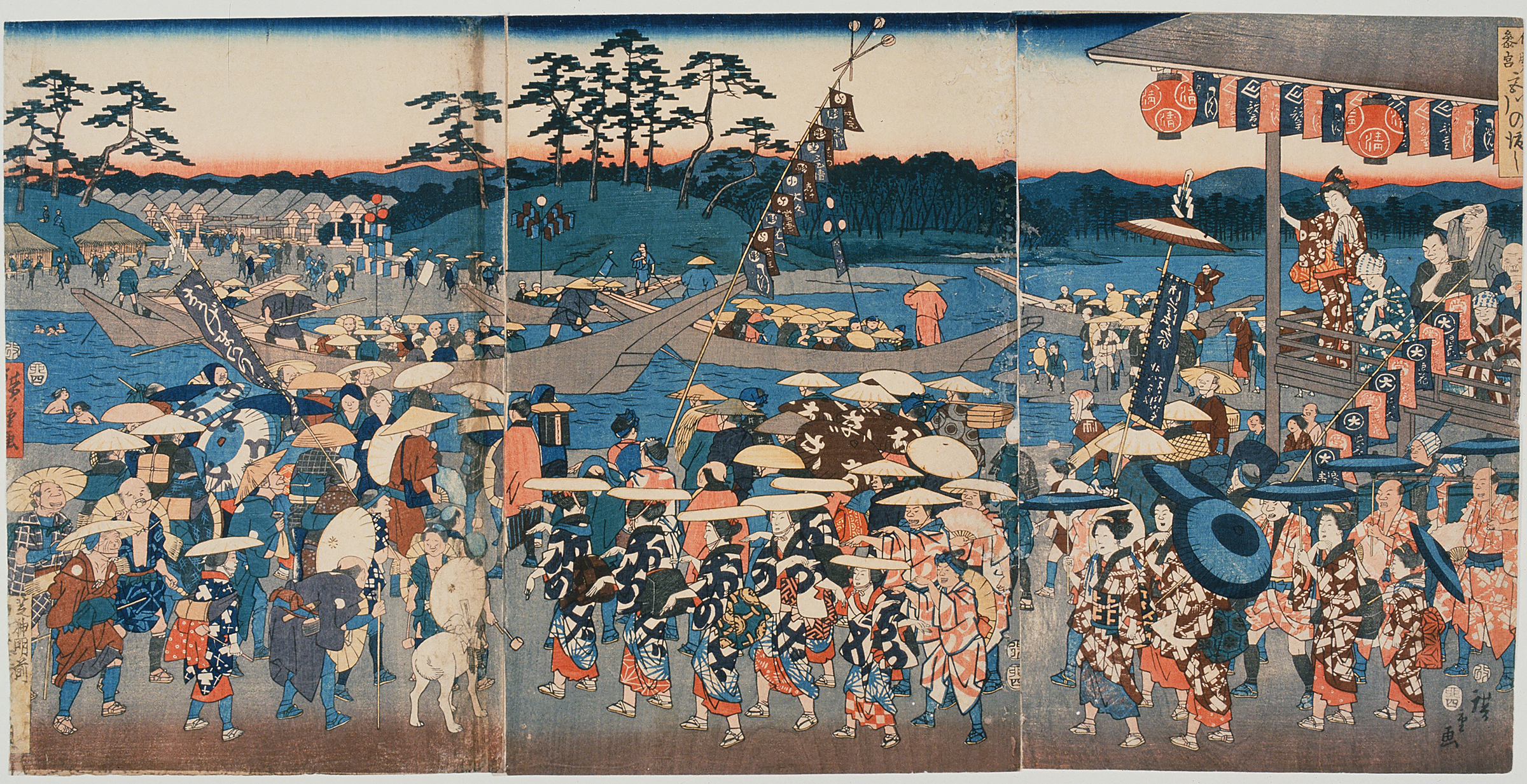
歌川広重『伊勢参宮・宮川の渡し』

近世以降、治安が回復したことや、街道が整備されて宿場町が形成されるなど交通事情も改善したことで、神道信仰が一層庶民の間に広がるようになった。人々は、各地で講と呼ばれる結社を結成し、参加者の講員は毎年わずかなお金を積み立て、その共同出資をもとに籤で選ばれた代表者が神社に参詣し、講員全員分のお札などを受け取って帰る代参講が流行、なかでも伊勢神宮の参詣を目的とした伊勢講をはじめ、富士山本宮浅間大社を目的とする富士講、金毘羅講、稲荷講、秋葉講などが全国に広く分布した。各講は、御師や先達と師檀関係を結び、御師は講員の祈祷や参詣における宿泊の便を図った。
特に伊勢神宮の信仰は江戸時代に爆発的に広がった。伊勢神宮の御師は師檀関係を結んだ全国の檀那のもとに年1-3回程度巡行する廻檀を通じて神宮大麻や伊勢暦の他、伊勢おしろいや伊勢茶などの土産を頒布して教化を進め、人々の参宮の際には自邸に歓待して神楽をあげたり酒や伊勢の珍味、羽布団でもてなして両宮や名所旧跡を案内し、あこがれの伊勢参宮を演出した。これらのことで庶民の伊勢信仰は高まり、数百万人の庶民が一斉に伊勢神宮に参拝するお蔭参りが、江戸時代を通じて数度に及び発生し、神宮大麻の頒布率は全国世帯のうちの9割を超えるに至った。
庶民の神社参詣が活発化するに伴い、その案内書も多く出版されるようになる。斎藤月岑の『江戸名所図会』をはじめ並木五瓶の『江戸神仏願懸重宝記』や岡山鳥の『江戸名所絵花暦』など、全国の寺社をカタログ化して人々に紹介する案内書が多く刊行された。また、お伊勢参りの珍道中を描いた十返舎一九『東海道中膝栗毛』や、このヒットを受けて追随して著された「膝栗毛もの」と呼ばれる滑稽本など、社寺参詣をテーマにした文学も近世には多く出版され、庶民の神道信仰の普及に貢献した。
他方、神社参詣の世俗化と参詣者の増加に伴い、神社周辺や境内地には遊郭、私娼、芝居、物真似など遊興の施設が立ち並び始めた例も少なからずあり、武陽隠士は『世事見聞録』で「寺社の門前は、悪場所と唱ふるものになり…」と述べ、寺社参詣の実態を批判している。

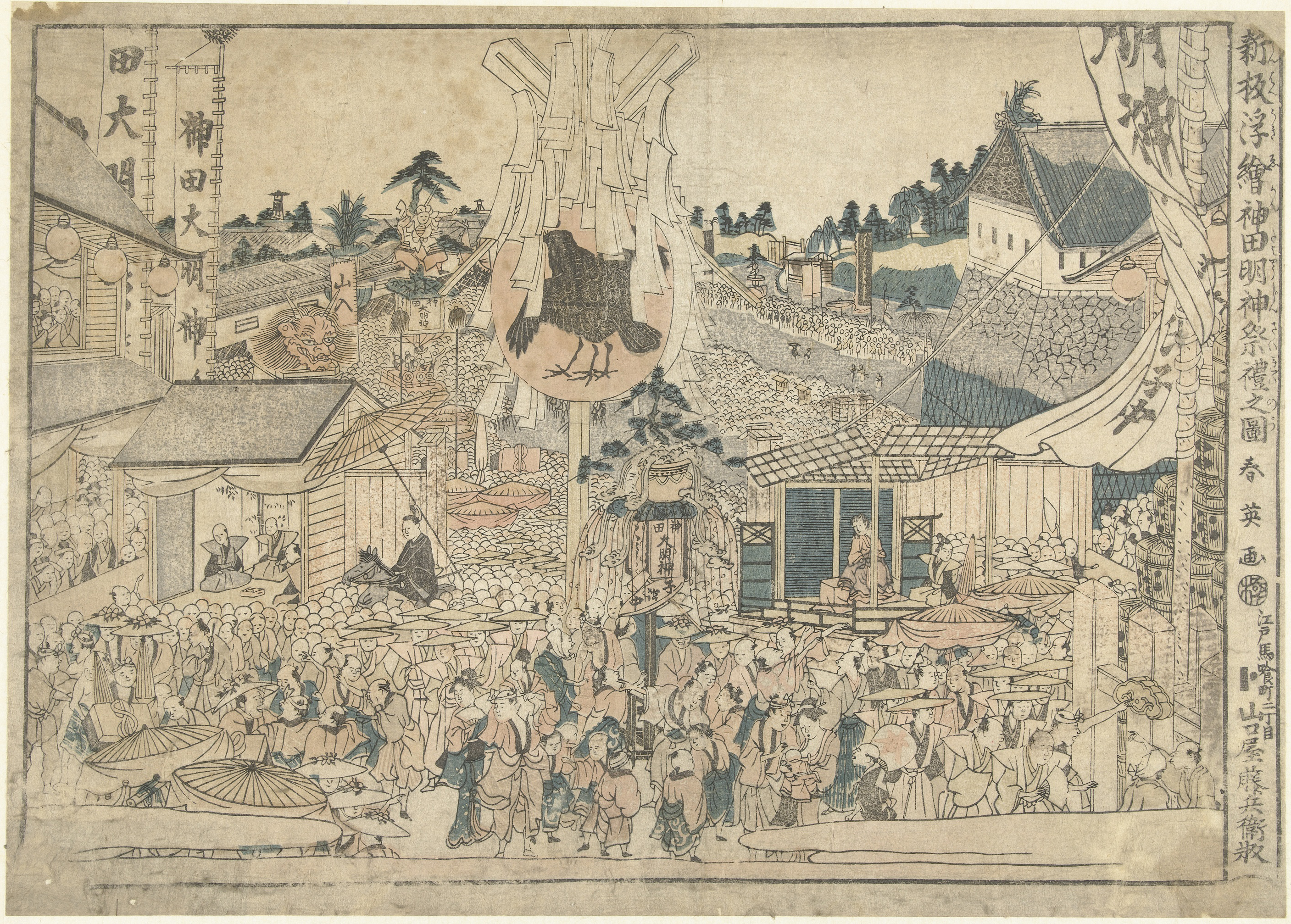
勝川春英画『新板浮絵神田明神祭礼之図』

また、神社参詣者の増加のほか、氏子や崇敬者以外の多数の見物人が参加するようになったことで都市の庶民祭礼も活発化した。江戸では、江戸三大祭とも称される日枝神社の山王祭、根津神社の根津祭、神田神社の神田祭が発展し、風流をこらした屋台や山車などを練り出して豪華さを競ったり、朝鮮通信使や大名行列などの仮装行列を出したりしたことで、大勢の見物客が賑わった。江戸以外でも、京都では祇園祭や今宮祭、大阪では天神祭、滋賀では日吉山王祭、埼玉では秩父夜祭、岐阜では高山祭など、多くの都市祭礼が活性化した。この中には、近世以前から伝承のある祭りもあるが、やはり近世に治安を回復したことで新たに再開されたものが多い。
都市の祭礼では、出資者が領主を中心とする場合と町人を中心とする場合とがあり、前者の場合は領主が町人に道普請や神馬の飼育など町役人足を課し、曳き物を出させて祭礼に参加させた。後者の場合、各町内から頭屋を選出し頭屋がその経費を分担したり、頭屋を出した町の経費から分担したりした。領主は、祭礼に対して倹約令などを出したものの、概ねは自由を認めていた。
上述の通り、江戸時代には神道信仰が庶民に広がったことで、庶民向けに対話形式で神道教化を行う講釈師が多数生まれた。朝日神明宮神職の増穂残口はその一人で、冗談を交えた巧妙な語り口で街頭における口談を行い、神典に根拠を求める学問的な神道ではなく、神儒仏三教の故事などを自由に引用して神道を心や実践の問題に帰結させるやり方で、夫婦の和合や男女の平等を中心とする通俗的道徳を説いたり、自らの身分に応分の努めに励むことを神道の本分として説くなど、身分社会に生きる庶民に求められた説教を行なった。
このような神道講釈師の民衆教化活動は、後の時代の民衆神道家の出現に影響を与えた。梅田神明宮の神職であった井上正鐡は禊教を起こし、永世の法である「調息」の術を修め、「三種祓」を唱えて一身の安危を神明に任せよ、との教えを説いて多くの信者を獲得したが、幕府から嫌疑をかけられ三宅島へ配流された。今村宮の神職であった黒住宗忠も、身分の差別なく誰もが天照大神と一体であると説く黒住教を創始し、広い階層に広がった。
この他に、近世の民衆教育で最も大きな学派となった石門心学の創始者である石田梅岩も青年期に神道講釈師の影響を受けており、中世神道の徳目である「正直」という概念を重視し、神儒仏の教えを調和して民衆や商人向けの思想を説いた。
また、江戸時代後期の二宮尊徳も、至誠・勤労・分度・推譲を旨とする報徳思想を、天照大神が豊葦原を開いて瑞穂の国とした以来の「開闢元始の大道」「神道の大道」として民衆に説き広げた。自らの学問を「神儒仏正味一粒丸」として、神道一さじ・儒仏半さじずつと例え、神道を中心に神儒仏三教を調和した。

### 儒家神道の成立
江戸時代には、仏教が寺請制度のもと国教的な地位に位置した一方、思想的には全体として停滞した。思想界においては、幕藩体制を支えるイデオロギーとして有効であり、江戸時代の世俗主義に適合する人倫を説く儒教とりわけ朱子学が非常に隆盛し、仏教はその出世間性が世俗倫理にそぐわないとして儒者らから多くの批判に晒された。
この朱子学の隆盛に合わせて、主流の神道説も仏教と結びついた神仏習合から、儒教との結びつきを強めた儒家神道へ移行した。中江藤樹の太虚神道など陽明学派から唱えられた神道説もあったが、多くは朱子学により神道説が形成された。神仏習合の思想でも儒教の思想は取り入れられていたが、儒家神道においては仏教が明確に批判され、その影響を脱しようとした点で異なる。他方で、その論理構成においては中世的な秘伝を色濃く受け継いでおり、神仏習合における仏教的理論を朱子学的理論に置き換えたようなものであって、中世と近世の過渡期にあると言える。

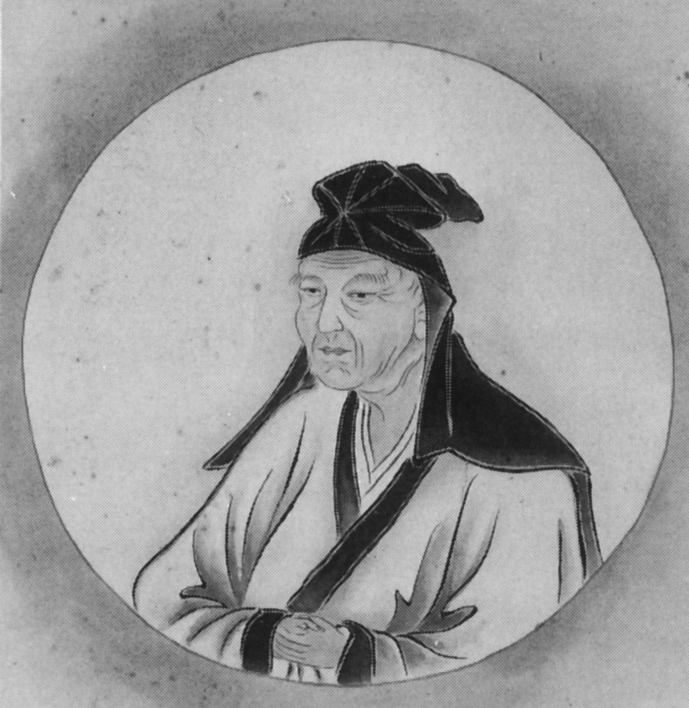
儒家神道の先駆けをなした林羅山

さて、儒家神道の嚆矢を放ったのは、林羅山である。羅山は、朱子学の知識を日本へ広げるとともに、神道についても学び、『神道伝授』『本朝神社考』などを著して理当心地神道という独自の神道説を形成した。その思想は、まず儒教における「理」は、神道における神と同体であり、その究極は国常立尊であるとして儒教の理と神道の神を習合した。また、仏教が伝来する以前の日本は清く優れていたとして神国思想・排仏論を唱える一方で、中華思想に基づいて神武天皇を泰伯の子孫であると主張したり、三種の神器を儒教の三徳を表していると主張するなどして、日本が古代から中華圏に属するとすることで日本の文明水準が高いことを訴えようとした。また、神道の本質は天照大御神より歴代天皇へと相伝してきた政道であり、一般の神社における祭祀や庶民の祭礼は「卜祝随役神道」であって「役者」に過ぎないとして切り捨てた。
吉田神道においては、商人であった吉川惟足が吉田家に入門し、吉田家の当主であった萩原兼従より「神道同統」を授与されて正式な後継者となり、吉田神道から仏教の言説を取り除いて儒教の教えをより多く取り込んだ吉川神道を形成した。その思想は、まず神道は万法の宗源であり、国常立尊が世界の主宰であるとした上で、神と同体である「理」によって世界や人間は創世されていて、人体にも必ず理が内在しているため、元来人神は一体であるが、人の心の汚れにより神明の明智が曇るので、「つつしみ」によって本来の姿に戻る必要があると説いた。そして、その具体的な方法として、祓を行って内外を浄化したり、祭祀儀礼を行うことで誠意を表明し、神へ祈祷を行うことを説いた。また、儒教における五倫こそが神が人に与えた使命であり、とくに君臣関係が最も重要だとした。
伊勢神道においても江戸時代に入り、祠官の出口延佳により、仏教を除いて儒教を取り入れた後期伊勢神道が形成された。延佳は、『大神宮神道或問』や『陽復記』を著して神道説を述べ、その中で神道の本質とは、日本人が日常生活で当然行うべき道で、自分の職分を正直・清浄の心で真っ当に行う「日用の道」であり、手足の動作から飲食に至るまで日常の隅々まで神を意識して行うことであるとし、祝詞を唱えたり玉串を持つなどの神社の祭儀のみを神道だと思うのは間違いであると指摘した。また、諸教は究極的には全て一致する共通普遍の道であり、特に神道と儒教の一致点は多いものの、制度文為は各国において違いが生じるので、日本人は日本の法や習慣を重んじるべきだとして、習合府会を目的に儒教や仏教を用いることを批判し、自らが儒教を用いるのも自然と神道と一致しているからであり、無理に習合しているのではないと主張した。ただし、神道を中心に据えるのであれば、儒教や仏教を学んでも良いとも述べており、仏教や儒教に弊害があるからといってこれを禁止し、現在の習慣を破壊するのは、自然の成り行きに逆行するもので、神道とは相違していると主張した。

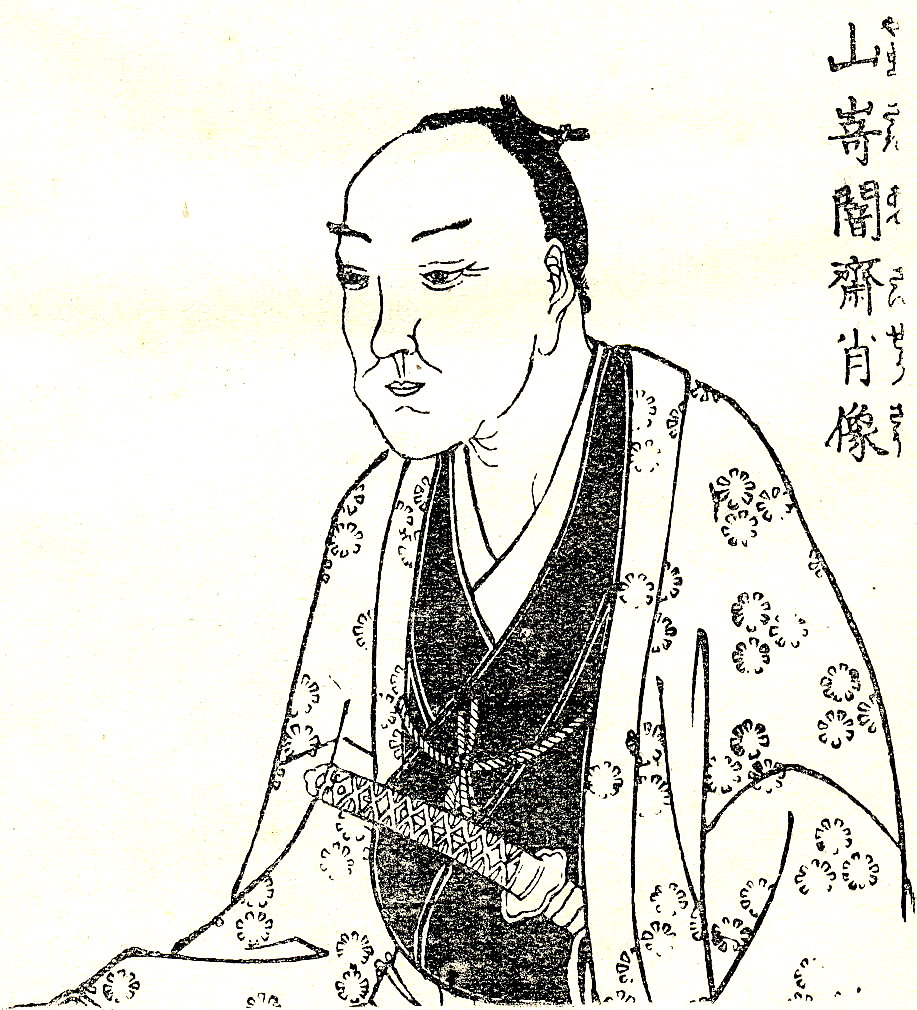
儒家神道を集大成した山崎闇斎

これらの儒家神道説を集大成したのが、山崎闇斎である。闇斎は、儒者として名声を高めた後、会津藩主の保科正之に召し抱えられ、そこで同じく正之の賓師であった吉川惟足と接触して吉川神道を学び、独自の垂加神道を創設するに至った。
その思想は、まず神世七代と朱子学における理気二元論を結びつけ、国常立尊が太極であり、それ以下で生じた五柱の神は五行の神であり、最後に生まれたイザナギ・イザナミは五行を兼ねて国土や神々や人々を生んだとし、人々には人々を創った神の霊が内在していて、神と人は「天人唯一之道」という合一状態にあるとした。そして、神道とは人が神に従って生きることであり、人は神に祈祷を行うことで冥加を得なければならないが、それには人が「正直」でなければならず、その「正直」の実現には「敬（つつしみ）」が第一だとした。また、吉川神道と同じく君臣関係を非常に重視し、君臣が対抗関係・権力関係ではなく本来的に一体であり、君臣相守により国を守ってきたことが神道の君臣関係であるとし、のちの尊皇思想にも大きな影響を与えた。
山崎闇斎没後、その門弟であった正親町公通が継承者となり、垂加神道は全盛期を迎え、江戸と京都を中心として全国的に展開し、公家・武家・神職に広く浸透し、神道界に最も大きな影響を与えるようになった。正親町公通の没後は、その弟子であった玉木正英が後を継ぎ、正親町公通の著した『持授抄』を最高奥秘とする一重・二重・三重・四重の秘伝を組織立て、垂加神道の組織化に取り組むとともに、正英は橘家神道という神道説も形成した。このような秘伝化の動きに対しては、若林強斎などからは「闇斎の真意が見えなくなる」とする批判も出た。
また、この垂加神道の影響を受けて家伝の神道説を垂加神道流に教義化・体系化する動きも広がり、上述の橘家神道の他、伯家神道、土御門神道などが垂加神道の影響を受けて組織化された。
玉木正英の門弟の一人であった吉見幸和は、『五部書説弁』を著して神道五部書が中世の偽書であることを論証して伊勢神道や吉田神道を批判するとともに、同じく五部書を教典としていた垂加神道をも批判し、同時期に契沖門下の国学者へと転じた。この動きは、主流の神道説が垂加神道から国学へと移る時代の動きを表しており、事実、玉木正英以降垂加神道は思想的には停滞し始め、主流の座を国学へ明け渡していくことになる。
こういった排仏的な思想動向と連動して、儒家神道を受容した各藩の一部において神仏分離の動きが広がるようになった。水戸藩では徳川光圀が1696年（元禄9年）に神仏習合色の強い神社の由緒などを調べ、仏教色を払拭させる整理を行った他、会津藩の保科正之も同様の寺社整理を行った。また、岡山藩の池田光政は日蓮宗不受不施派や天台・真言両宗の僧侶の還俗を進めて寺院の数を減らすとともに、神葬祭を推奨した。垂加神道を受け入れた出雲大社は、1647年（正保4年）に松江藩主・松平直政主導のもと仏教的な要素が排された。

### 国学の展開

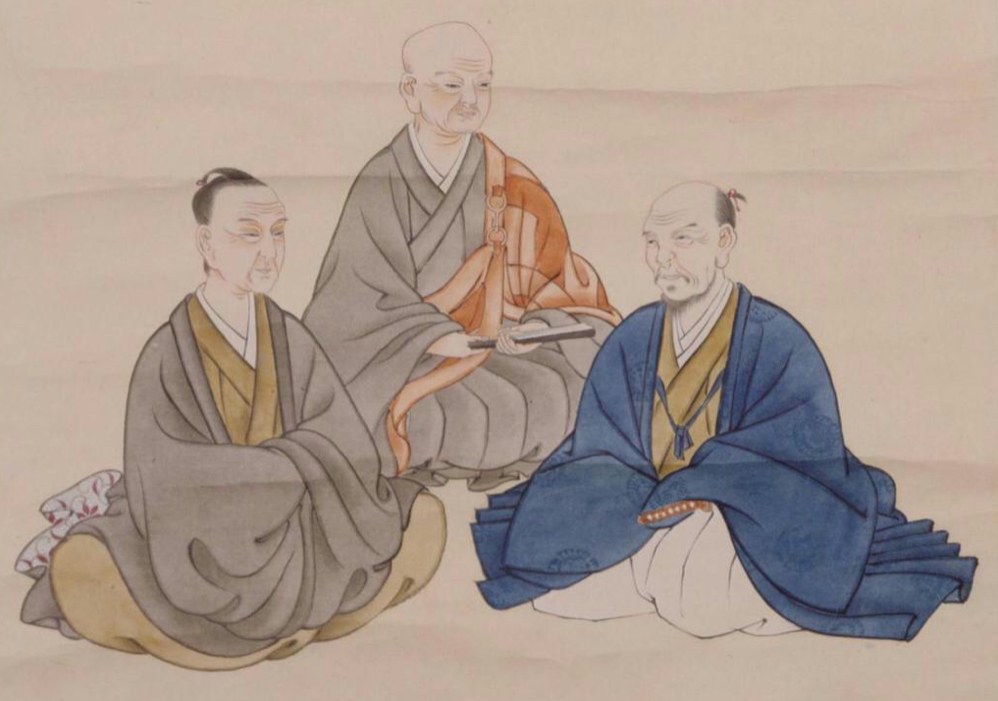
「国学の三哲」とされる本居宣長(左)、契沖(中)、賀茂真淵(右)。

江戸時代中期に入ると、儒家神道に代わり国学が隆盛するようになる。国学の源流は、江戸時代初頭に中世的な歌学規範を否定して歌を詠んだ木下長嘯子、木瀬三之、戸田茂睡、下河辺長流、北村季吟などの歌人があげられるが、そういった歌学を発展させ、文献学的な手法で歌文の注釈を行なったのが、僧契沖である。契沖は、寺を点々としながら国典の研究に励み、『万葉代匠記』や『和字正濫鈔』などを著して歌学の実証的研究や仮名遣いの研究などの功績を残し、古典を儒仏の教義風の解釈によせて読解するのではなく、実証的に研究していくという手法を確立した。
契沖の跡を継いだのが、荷田春満である。荷田春満は伏見稲荷大社に祠官する東羽倉家に生まれ、その後江戸に下って講義を行なった。春満が直接契沖に弟子入りしたという事実はないが、春満の蔵書には『万葉代匠記』をはじめ契沖の書物が多数あり、自著の『万葉集僻案抄』などの万葉集注釈も大部分を契沖の読みに倣っているなど、契沖に大きな影響を受けている。春満は、『創学校啓』に見られるように歴史・有職故実・神学などを和学の名のもとに学派として組織化する意図があり、春満において、神道と（契沖らによる）語学研究が「国学」として統合に向かった。
賀茂真淵は、賀茂神社に祠官する賀茂県主氏の支流に生まれ、春満門下の杉浦国頭などに学んだ。後に京へ上り春満に直接弟子入りし、春満没後は国学者としての名声を高め、荷田在満の推挙により田安宗武に召し抱えられた。真淵もまた、万葉集の研究に取り組み、その一環として祝詞の研究も行い、『万葉考』『冠辞考』『祝詞考』などを著して注釈を行なった。そして、『国意考』では古語の研究から古意、古道へと展開する図式的な方法論を提示した上で、反儒教的で上代の日本を尊ぶ思想性を国学に付与した。その思想は、儒教はしいて人倫を説いたことにより逆に世に争いをもたらしたのに対して、上代の日本には「神」と「皇（すべらぎ）」への「二つのかしこみ」に収斂する「直き心」があり、あえて人倫を説かなくても自ずから社会は和らいでいたとし、その上代の心を実現するためには、万葉風の歌を学び、自ら詠んで歌の修練をする必要があるとして、歌を詠むことこそが国学の本義であるとした。しかし、その古道の内容については、真淵は断片的に、儒教の倫理との対比において述べているだけであり、老荘思想と一致するとも説いていて、古典から直接思想体系を導き出して組織神学を発展させるまでには至らなかった。
真淵の後を継いで国学を大成したのは、本居宣長であった。宣長は商家に生まれ、医学を修学する傍ら日本の古典や和歌に興味を持ち、医業を行いながら国学の研究に励んだ。34歳のときに生涯で唯一となる真淵との面会を果たして入門し、以後真淵が没するまで師事を続けた。宣長は、契沖以来の文献学・言語学を引き継ぐとともに、国学における神道神学の側面も大成した。宣長は、儒教の説く人倫は人々を支配するために聖人により作為された道であり、国の習俗が悪く治まりがたいのを、強ちに治めようとするために作為されたとした。また、「天」が常に聖人を支持して天子となすという儒教の天命思想は、国を奪って王となった者が自己を正当化するためのものだと批判した。一方で日本は、古代から儒教や仏教のような教えはなかったが、それは小賢しい教えがなくても、天照大御神の御孫が国をしろしめし、上から下まで乱れることなく天下が治まり皇統が伝わってきたからであるとし、日本には一々言挙げをしない真の道があったと主張、その根拠として日本では一度も王朝の交代がなかったのに対して、儒教の教えがあるはずの中国では何度も君主が殺害され王朝が交代してきたことをあげた。そして、そういった儒教仏教流の「漢意」を用いて神典を解釈するのではなく実証的に研究しなければならないとし、神道を仏教の教義や儒教の教義によせて解釈する仏家神道や儒家神道を強く批判した。
また、陰陽や理気などにより世界が生成されると説く朱子学の理学についても、聖人たちが自らの推測によって勝手に作り上げた空論であると批判した。天地を「おのずからなる道」とした老荘思想も批判し、天地の事象は全て神道の神々により司られており、神々が司る世にも悪事があるのは、悪神である禍津日神の働きだとして、神話を事実として捉え、理気論などのように天地の仕組みを理屈で解釈しようとすることは神に対する不敬であって、人が知るべき範囲を超えたものであるという不可知論を展開した。
神話の内容を事実とみなす宣長の神学に対しては、同じ国学者からも批判があり、富士谷御杖は、和歌や神話の言葉は、言霊の霊力を帯びた日常言語と異なる言葉であるため、あるものを指しているように見えて異なるものを指しているとし、事実ではなく教典として理解するべきだとして宣長の古事記論を批判した。その他、橘守部、村田春海などからも神学において批判を受けた。
宣長以後、国学は各人ごとに研究領域が専門化していった。宣長の言語学・文献学の側面を受け継いだのは、伴信友、本居大平、本居春庭らである。他方で、「宣長死後の門人」として宣長に弟子入りした平田篤胤は、主として古道論や神学の側面を重視していった。

### 復古神道と後期水戸学
江戸時代後期に入ると、外国船舶の襲来が繰り返されるようになるなど社会が大きく変動するようになり、そういった社会情勢の中、新たな神道思想が生まれていく。

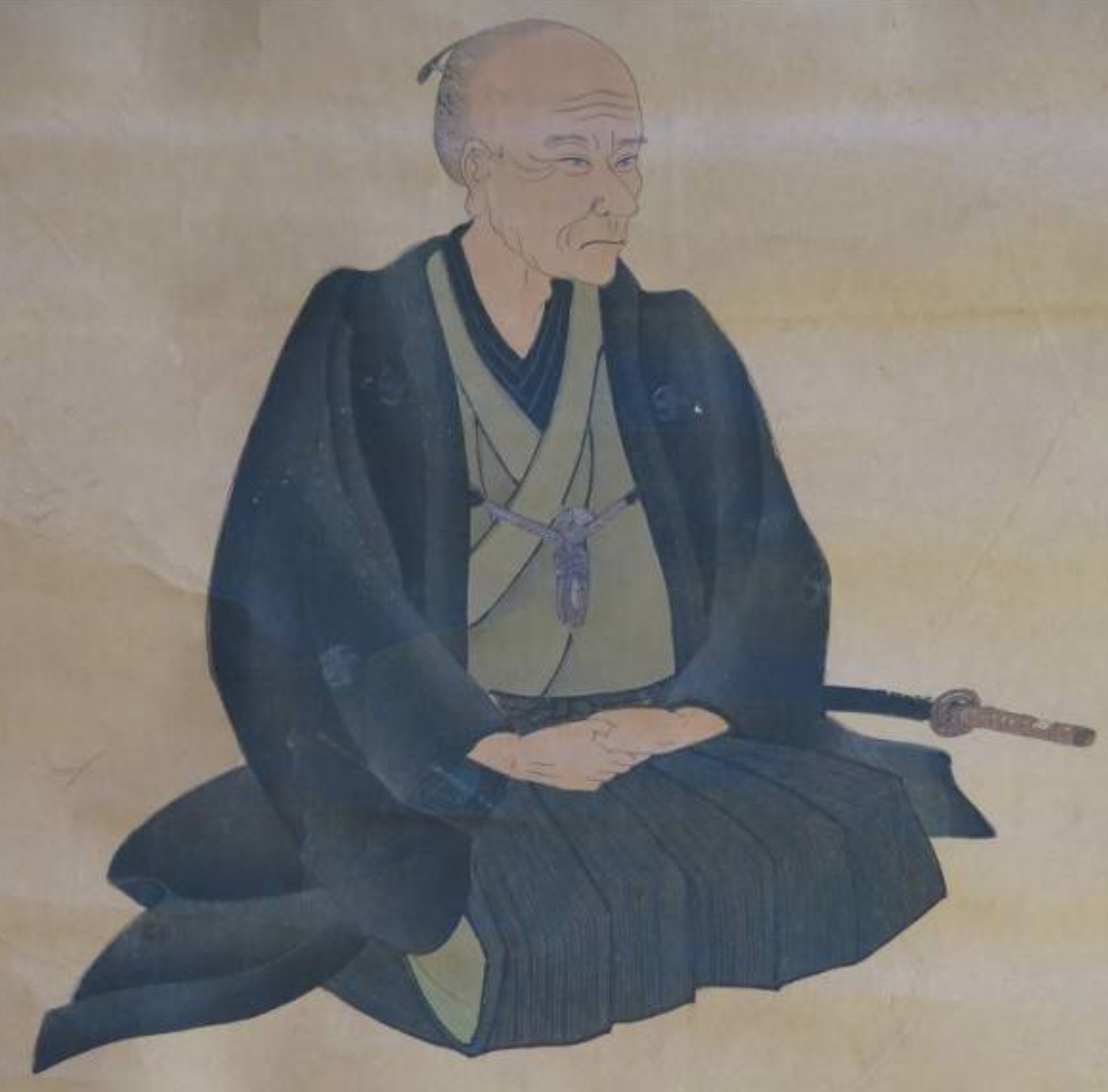
平田篤胤

本居宣長に夢の中で対面し、「死後の門人」を名乗った平田篤胤は、『霊の真柱』『古史伝』『本教外篇』などの主著を著して、本居宣長の神学を批判的に継承しつつ「復古神道」を体系化した。その思想は、まず第一に「大和魂を固めるには霊魂の行方を知ることが第一である」と宣言し、現世は「大国主が人の善悪を見定めるために生かしている仮の世」であるとするなど、死後の世界を重視するものであった。篤胤は、宇宙は天、地、黄泉の三要素で構成されていると考え、「人が死ぬと黄泉国へ行く」という神道説を否定して、人が死ぬとその霊魂は「地」にある大国主神が主宰する「幽冥界」へと行き、そこで大国主神から生前の行為についての審判を受けると主張した。「幽冥界」は、世界の主宰神である造化三神のもとで、天皇が治める「顕明界」に相対する世界であり、大国主が主宰する世界である。幽冥界は地であるため、そこに行った霊魂は地上の生きている人々を見守ることができるとしたが、これは日本人の古くからの霊魂観を理論化したもので、神葬祭の理論的な支えともなった。また、中国神話、インド神話、そしてアダムとイヴによるキリスト教神話に至るまで、すべての国の神話は日本神話の「訛り」であり、同じ事実を異なる言葉で表現しているものであると主張した。主宰神的性格や死後の審判などにおいて、キリスト教からは大きな影響を受けていると考えられている。篤胤は、『出定笑語』などで仏教を厳しく批判したが、儒教については『玉襷』で「古道を知らず、ただ漢説のみを囀る」ことは批判したが、儒教の倫理自体については肯定をしている。主に古道論において儒教批判が主であった宣長に対して、国学の宗教性を顕在化した篤胤にとっての主敵は儒教よりも仏教であったのである。
このように、平田篤胤は宣長の実証主義的な研究からは離れ、宗教的な要素を多分に含んだ神道説を提示した。このため、本居大平や伴信友などの同時代の鈴屋門下の国学者からは批判を受けた。一方で、平田篤胤の神学は多くの門下に受け継がれ、大国隆正、矢野玄道、丸山作楽、権田直助、福羽美静らの平田派国学者らが王政復古や明治時代初頭の神祇政策の形成の担い手となった。

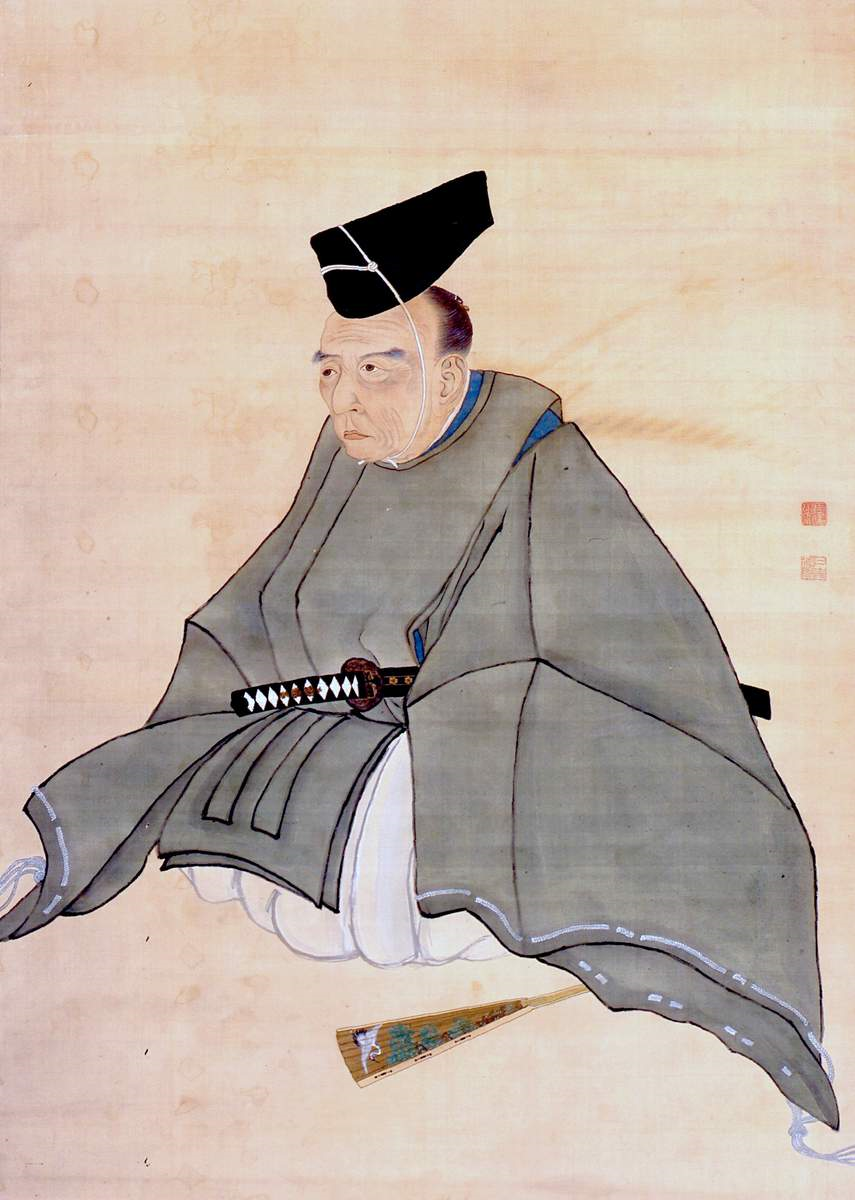
会沢正志斎

また、幕末期に入って勃興し始めたもう一つの勢力がある。後期水戸学である。そもそも、水戸学とは水戸藩を中心に展開した思想のことであり、徳川光圀が大日本史の編纂を始めたことに端を発する学問である。おおよそ18世紀までに展開する前期水戸学は、安積澹泊、佐々宗淳、栗山潜鋒、三宅観瀾らを中心に、修史事業や朱子学的大義名分論に基づく歴史観を特色とする儒教の学問であった。19世紀に入り列強からの圧迫や江戸幕府の衰退など様々な内憂外患が現れてくると、前期水戸学で蓄積された学問に国学を統合し、社会思想を述べて現実政治への積極的な提言を行うようになった。この学風を後期水戸学と称し、徂徠学の影響を受けた立原翠軒の弟子である藤田幽谷が嚆矢を放ち、その門人である藤田東湖、会沢正志斎らによってさらに発展した。東湖は、『弘道館記述義』で日本神話から語り始めて万世一系の天皇による日本の統治にたどり着き、中国の王朝交代に見られた「放伐」「禅譲」を否定し、儒教で聖代視されてきた夏殷周の三代を批判した。この時点で、水戸学では儒教は絶対的な立場ではなくなっている。しかし、国学に対する批判も行い、東湖は「儒教倫理は人情に反する」との立場をとった宣長を批判して、忠孝仁義といった儒教の倫理は天地以来日本に固有に存在していたと主張し、儒教の倫理面については重んじる立場をとった。また、神仏習合を国体を破壊するものとして鋭く批判したが、仏教の国民教化手段としての有効性については高く評価した。
これに次ぎ、会沢正志斎は『新論』を書き上げ思想を表明した。正志斎は、侵略の手段としてのキリスト教に対抗し日本の独立を保つため、天照大神が歴代の天皇に天下を治めさせ、その下であらゆる階層の人々が君臣の分を守りながら、日本の統治に何らかの形で関わっているという国体論を示した。そして、人々の祖先は代々このように天皇の臣下として仕えてきたのであるから、自分が同じように天皇に尽くし「忠」を果たすことは、これまでの先祖の働きを継承することであり先祖に対する「孝」の実現でもあると説き、儒教倫理の「忠」と「孝」を統合した。そして、その天皇と国民の一体を確認するための祭儀が、大嘗祭であると説いた。さらに、正志斎は神道神話の解釈に儒教を取り入れた。『日本書紀』に見られる、天照大御神が瓊瓊杵尊に対して子々孫々まで天祖の子孫が国を治めよと勅した「天壌無窮の神勅」を、五倫の「君臣の忠」の始まりであると主張し、「八咫鏡を神体として祀れ」と勅した「宝鏡奉斎の神勅」を五倫の「親子の孝」の始まりであると主張した。これが、太古より日本において人倫が確立していた証であると考え、神道と儒教を結びつけたのである。
後期水戸学は、吉田松陰をはじめ幕末の志士たちの思想の苗床となった。

## 近現代

### 王政復古と神仏判然令

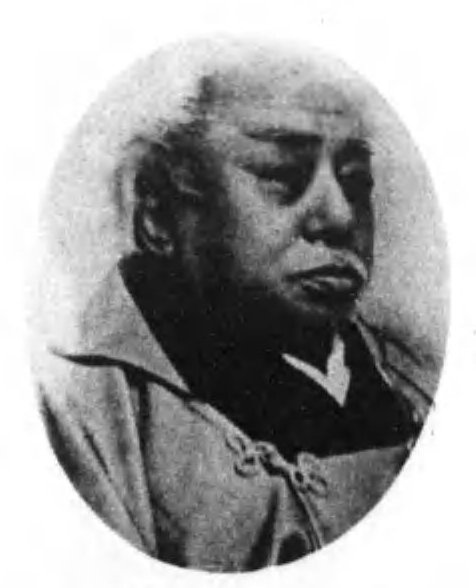
福羽美静
明治初頭の神道行政に辣腕を振るう。

1867年（慶応3年）、王政復古の大号令が発せられた。これは、岩倉具視のブレーンであった国学者の玉松操が起草したもので、「神武創業」の理念が掲げられた。政府はまず、祭政一致・天皇親政を目標として神道を重視し、神祇官を復活させて太政官と並ぶ組織とした。神祇官には、「宣教使」という役職が置かれ、大教宣布の詔に基づき、神道の布教が行われた。また、翌年の3月28日には神仏判然令を発令し、別当や社僧といった形で神社の祭祀に関わってきた僧職に対して還俗して神職となるよう通達し、大菩薩や権現号などの仏教的神号の廃止や、神社内の仏像や仏塔などの仏教的事物を別の寺へ移すことなどを命じた。しかし、排仏思想の強い平田派国学の影響を受けていた明治政府の下級役人や、江戸時代に寺請制のもと支配的な地位にあった寺院に反感を持っていた神職や一部の民衆が、神仏分離の現場において神仏分離令を拡大解釈し、寺院の破壊や仏像の廃棄など過激な廃仏毀釈を行う状況になった。明治政府は、6月22日に「神仏分離は廃仏毀釈に非ざる旨の達」を通達して廃仏毀釈を停止するよう求め、1871年（明治4年）に「古器旧物保存方」を制定し、廃仏毀釈は沈静化に向かったが、短期間ながらも大規模に行われたため、仏教美術の多くが失われてしまうことになった。
また、修験道や陰陽道なども廃止され、1870年（明治3年）に陰陽寮が廃止されたことで、陰陽師は民間の宗教者となり、修験道も1872年（明治5年）に廃止され、修験者は民間の宗教者となるか真言宗か天台宗のどちらかに所属することとなった。
さらに、古代の社格制度を参考に近代社格制度が導入され、各神社の公的な社格付けも行われた。公的な性格を与えられた官社と、それ以外の諸社に大きく分類され、官社は祈年祭、新嘗祭、例祭に際して国庫から幣帛が奉られる官幣社と、国庫からそれが奉られる国幣社に分かれた。さらに、官国幣社ともに大社、中社、小社に区分され、伊勢神宮はこれらの社格の別格上位に位置づけられた。諸社に関しては、府県の住民が敬うべき府社、県社、郷村の住民が敬うべき郷社と村社、いずれにも該当しない無格社に分けられ、それぞれ地方長官の管轄となった。
祭祀制度の整備も進み、1875年（明治8年）に式部寮達「神社祭式」が制定され、はじめて全国の神社の祭式が統一された。この法令により、各神社の祭典における参向者や儀式次第が定められ、開扉、献饌、献幣、祝詞奏上、玉串拝礼、撤幣、撤饌、閉扉に至る次第が確定した。1907年（明治40年）には内務省より「神社祭式行事作法」が発せられてそれぞれの神社祭式の行儀礼法が統一された。さらに、1914年（大正3年）には勅令第9号により「官国幣社以下神社祭祀令」が公布され、神社の祭典が大祭（祈年祭・新嘗祭・例祭・遷座祭・臨時奉幣祭）、中祭（歳旦祭・元始祭・紀元節祭・天長節祭・明治節祭・その他神社に特別の由緒持つ祭祀）、小祭（その他）に区分された。さらにその細則として「官国幣社以下神社祭式」が定められた。なお、皇室祭祀については「皇室祭祀令」及びその附式、神宮祭式については「神宮祭祀令」及び「神宮明治祭式」により定められた。また、天皇の践祚、即位礼、大嘗祭、及び立太子礼については登極令と立儲礼により定められた。

### 国家神道の形成と展開

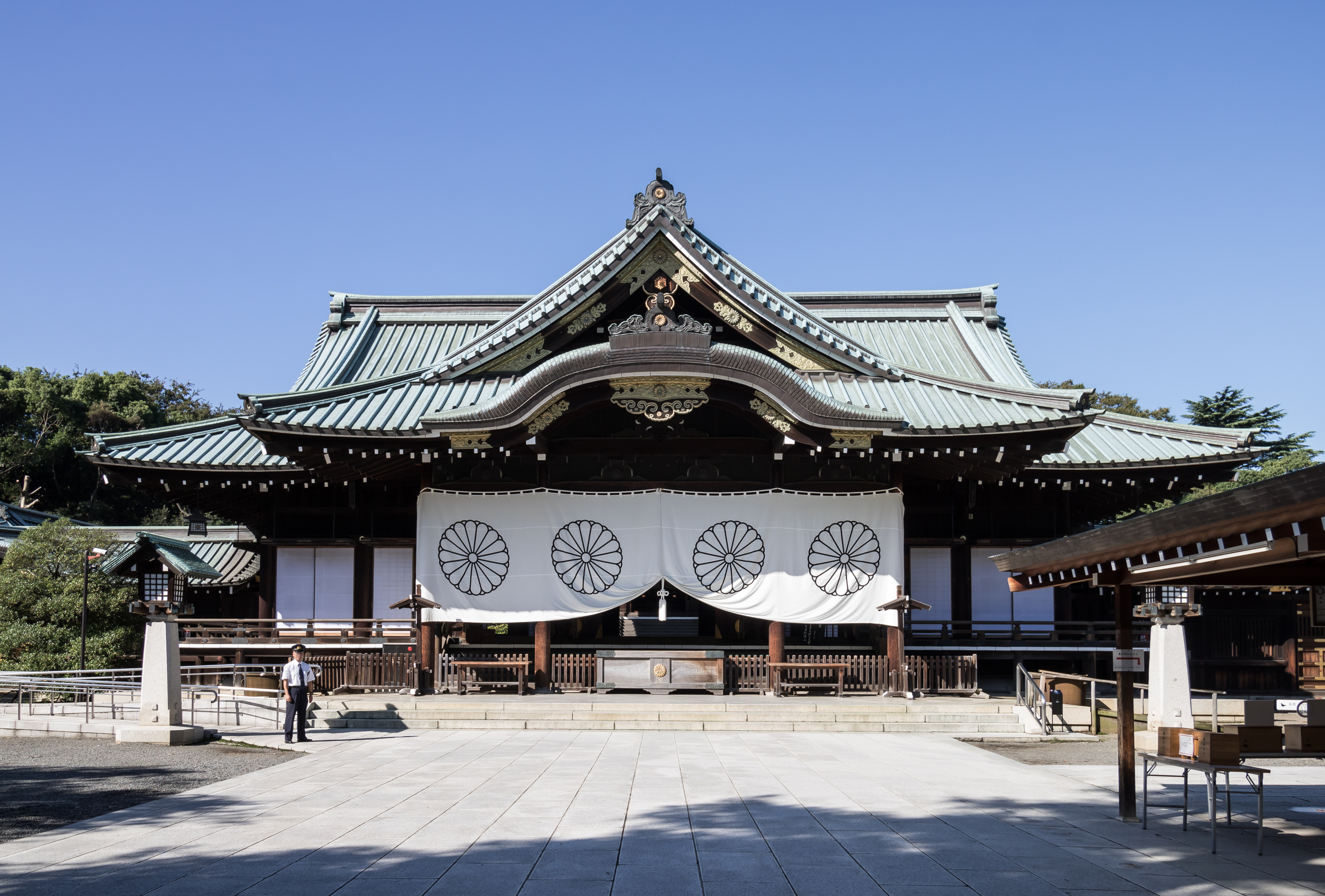
靖國神社拝殿

1871年（明治4年）、太政官布告234号の通達で、神社が「国家の宗祀」と定義された。これに基づいて、近世以前の神社や神道のあり方が大幅に変革され、神社を国家が管理する、いわゆる国家神道と呼ばれる体制が形成されていった。明治維新の当初は、平田派国学者が政府の中枢にあって祭政一致や神道国教化が図られたが、伊藤博文や岩倉具視らの開明派の政府要人は政教分離を志向するようになり、1870年（明治3年）に玉松操が岩倉と対立して政府を去ると、翌1871年（明治4年）に矢野玄道、権田直助、角田忠行、丸山作楽らの祭政一致派の神道家が二卿事件に連座する形で一斉に検挙され、追放された。そして、1875年（明治8年）には信教の自由が保証され、1882年（明治15年）の内務省通達によって神社は非宗教との定義を受け、祭政一致の神道に基づく政治を目指した当初の方針は転換、神道を宗教の埒外に置いて公的な性格を付与する神社非宗教論がとられることとなった。1890年（明治23年）制定の大日本帝国憲法にも、神道に関する語は一切出されなかった。「国家の宗祀」とされた神道は、「一家が占有すべきではない」との理由から神職の世襲制が廃止され、以後は官吏（公務員）に準じて国が神職を養成して補任を決定することとなった。神社は非宗教とされたため、官国幣社の神職は宗教的な活動が禁止され、神葬祭への関与や神道教義の布教といった活動も行うことができなくなった。このため、吉田神道や伊勢神道などの近世以前に存在した社家神道も一勢力としては消滅することとなった。1871年（明治4年）には境内地を除く神社と寺院の土地を全て収公する「社寺領上知令」も発布されている。
明治維新の発足とともに復興した神祇官は、1871年（明治4年）に太政官の一省である神祇省へと格下げされ、1872年（明治5年）には宗教行政一般を管轄する教部省へと神社行政が統合され、1877年（明治10年）には内務省の一部局に過ぎない神社局にまで格下げされ、さらに同年神社と寺院を統合して社寺局に編成された。教部省では神職と僧侶の合同によって愛国精神や尊皇精神を国民に教化する教導職という制度が導入されたが、神道側と仏教側の双方の反発により短期間で瓦解している。なお、教導職では愛国心や尊皇心などの教えを示した「三条教則」のみの布教が許され、神道や仏教の教えや教義を広げることは禁止された。教部省の瓦解後、神職などは神道事務局を設立して、活動を継続した。神道事務局を巡っては、その神殿に大国主神を加えるべきか否かで「祭神論争」という論争も生じた。なお、この神道事務局の生徒寮を独立させる形で1882年（明治15年）には皇典講究所が設立されている。1890年（明治23年）に皇典講究所に設置された教育機関の國學院は、のちに神道系大学の國學院大學に発展した。一方、神宮祭主の命で同じく1882年（明治15年）に神宮の林崎文庫内に設置された皇學館は、のちにもう一つの神道系大学である皇學館大学となった。
神社行政が社寺局に編成されると、府県社以下の神社はあくまで寺院と同じ一宗教であるとされ、1877年（明治10年）に神職身分が官吏ではないものとされ、1879年（明治12年）に公的な支出が打ち切られた。さらに官国幣社に関しても、身分は官吏のままとされたものの、1887年（明治20年）に官国幣社保存金制度が導入され、向こう10年間は公金を支出するが、それ以降は公費の支出を打ち切ることとされ、政教分離の原則に従い行政と神社の切り離しが行われた。
先述の通り1871年（明治4年）には「社寺上知令」が出て神社や寺院に経済的なダメージが与えられることとなったが、殊に神社に関しては、神社非宗教論により神葬祭などの宗教的活動による収益が禁じられ、さらには国家からの公費支出も打ち切られたため、葬式や宗教活動による収益が見込めた寺院以上に経済的なダメージを受けることとなり、神社は明治時代を通じて大変な経済的苦境の地位に置かれることとなった。
また明治時代に入ると、国事に殉じた人々を祀るための靖國神社や、南朝の楠木正成を祀る湊川神社、護良親王を祀る鎌倉宮、菊池武時を祀る菊池神社など、国家に功績のあった人物を神として祀る神社の創建も多く行われている。
他方、明治政府によって多数の神社合祀も行われた。これは、地方改良運動に合わせて行われたもので、地域に密着していた郷社や無格社を中心に整理が進み、神社の数は19万社から13万社程度へと減少した。これに対して、博物学者の南方熊楠や民俗学者の柳田國男らによって反対論も唱えられた。

### 神祇官興復運動
神社が公的支出から切り離されつつある中で、神職らは全国神職会を組織し、「国家の宗祀ならば国が責任を持って予算を出すべきだ」と主張して政府に対して神祇官の復興を求める神祇官興復運動という運動を起こした。この結果、1894年（明治27年）に「府県社以下神社ノ神職ニ関スル件」が発令され、府県社以下の神職は地方長官から任命を受ける待遇官吏の身分となった。1896年（明治29年）には衆議院で「神祇官興復ニ関スル決議案」が通ったものの、結局神祇官の復興自体は実現しなかった。しかし、1900年（明治33年）に、内務省の社寺局が神社局と宗教局とに分離し、一応は神道と他宗教が行政上明確な区分をされるようになった。そして1906年（明治39年）には官国幣社保存金制度が廃止されて官国幣社に対しては国庫より恒常的な支出がなされるようになり、府県社以下の神社に対しては、地方府が神饌幣帛料の供進を行なっても構わないとされた。

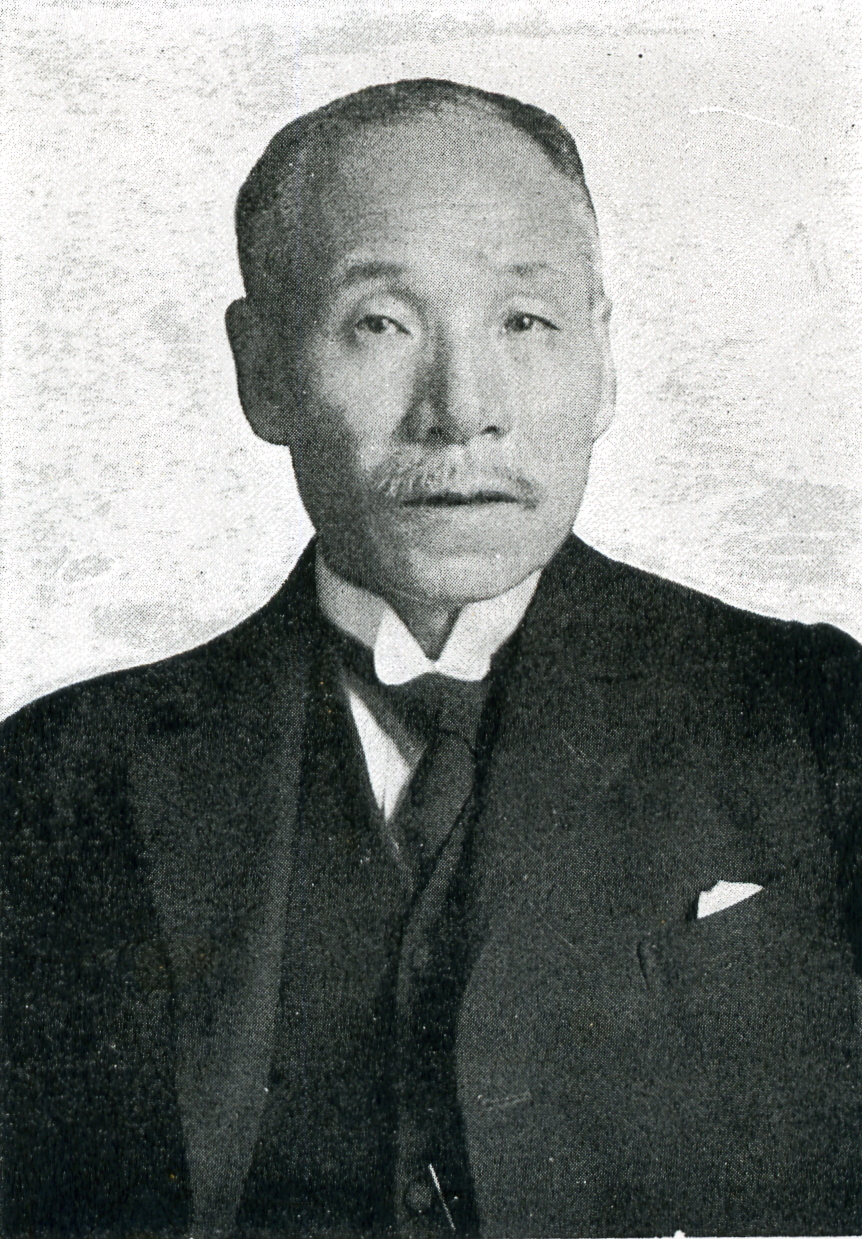
第4代神社局長・水野錬太郎
神道行政の重鎮となる。

しかしながら、官国幣社への支出金の額は従来の保存金制度の枠内に収めることとされ、当時の物価で年間21万円の支給にとどまり、これは官国幣社の規模の神社の経営に必要な経費のおよそ10分の1程度であった。さらに府県社以下の神社に関して定められた地方府の幣帛料供進は、「してもよい」というものであり、義務とはされなかった。このため、神社にとっては大きな経済的なプラスとはならなかった。
さらに、内務省神社局の神社行政も、極めて消極的なものであった。神社局は、「神道は非宗教である」との訓示を力説し、神道独自の宗教思想の表明を制禁することに努め、神葬祭や布教活動などの神職の宗教的活動については喧しく拘束した。また、外来の宗教も全て国体精神と同化しているから論難を行なってはならないとして、神道と他宗教の論戦の抑制にも努めた。神道家の葦津珍彦は、以上のような事情に基づき、神社局は、神道の脱イデオロギー化を徹底し、神道精神を空白化して神道独自の思想表明を放棄させるとともに、仏教、キリスト教など一切の合法的宗教との妥協に神経を労し、国家神道制度を政教分離に矛盾なく存在させることがその主たる業務であったと評している。神社局自体も、内務省内の三等局として扱われており、局長も、地方の県知事や有力局の局長になる前のポスト待ちの場とされ、任官するまで祝詞も神道古典も読んだことの無いような者が来て、1-2年で別のポストへ移る通過駅のような存在になっていった。
1940年（昭和15年）に入って神社局は神祇院へと改組されたが、有効な政策が実行されないまま敗戦により解体した。

### 教派神道と在野の神道思想
このように、神道思想の表明を放棄して神道精神の空白化を行なった国家神道体制に対して、在野の神職や神道思想家からは非難も上がり、中には独自の神道思想を打ち出したり、民間の神道教団を作ってこれに対峙していった者たちもいた。
そういった集団の中で特に大きな勢力を持ったのは、教派神道の13派である。この13派とは、一般的には黒住教、神道修成派、出雲大社教、扶桑教、実行教、神習教、神道大成教、御嶽教、神道大教、禊教、神理教、金光教、天理教を指す。もともとは神宮教も含まれたが、のちに神宮奉斎会へと改組して教派神道からは離脱している。これらの教団は、近世の神道思想や民衆信仰を基盤にして幕末期に胎動しはじめ、明治時代の宗教行政の中で発展していったものである。1875年（明治8年）に教部省の教導職が廃止されて、上述の通り国家神道は神道非宗教論に基づいて宗教的側面を切り離すようになった。神職による教化活動も禁じられるようになると、これらの神道系教団は神道の教化の側面を担う勢力として急速に組織化され、神道事務局のもと教派神道として順次独立が公認されていき、最終的に13派が公認を受けたのである。
特に、天理教は明治中期から急速に勢力を伸ばし、教派神道の中で最も大きな信者数を獲得する教派となった。天理教は、教祖の中山みきが1838年（天保9年）に神懸かりを受けたことから端を発し、みきが神懸かりによって得た「天理王」という神の言葉を『おふでさき』と呼ばれる和歌形式の文章によって筆記し、その教理を形成した。その内容は、「陽気暮らし」を説き、夫婦の関係性を重視するものであり、家や祖霊信仰については重視をしない立場を取っている。そしてその創世神話においては、「月日親神」が泥海の中にいた人の顔を持つ魚である「いざなぎ」と巳である「いざなみ」に夫婦の営みを教え、その結果人間が生じ、さらにいざなぎといざなみを含む十の神にそれぞれ人間の守護を割り当てた、という古事記や日本書紀とは大きく異なる独特な神話を形成した。

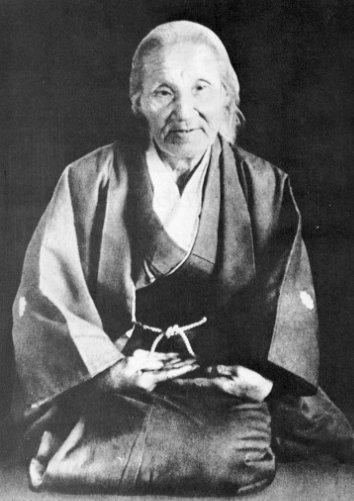
出口なお

また、大本の出現も重要である。大本は、1892年（明治25年）に教祖出口なおが神懸かりをきっかけに艮の金神の言葉を語り始め、さらにお筆先によりその言葉の筆録を始めたことに端を発する。なおは1898年（明治31年）に聖師出口王仁三郎と出会い、2年後には王仁三郎がなおの婿養子に入り共同で活動を行うようになる。なおのお筆先と王仁三郎の霊術を組み合わせた大本の体制が整った。海軍機関学校の浅野和三郎が入信して以来、知識層や軍人の入信も相次ぎ、教勢が急拡大していったことで、社会問題ともなった。大本の教えは神人一致を説くもので、神はこの世一切を創造した存在であり、この世一切のものには神の普遍的な霊が宿っているとした上で、人間は神が創造したすべてのものの霊長であり、神の願う理想世界を実践していくために神から絶大なる知恵と力を授けられているとし、人は神の心を腹の底から理解し、神の力を受け、神と人とが一体となって人類の理想の世界を築いていくべきであるというものである。大本は、後世の神道系教団に与えた影響も極めて大きく、「大本系」と呼ばれる一連の新宗教の運動を生み、生長の家の形成にも影響を与えた。
教派神道の教えの全体的な特徴として、伝統的な神祇信仰を踏まえつつ、それぞれの教派で主神を置く場合が多く、まじないや神占いなどの伝統的な儀礼を用いて布教を行っていった。教派神道は国家から公認された存在ではあったが、独自の教えを説き広げて多くの信者数を獲得していったことから、しばしば国家からの弾圧にもあった。天理教は、内務省の「秘密訓令」により攻撃を受け、儀礼などの変更が余儀なくされた。大本も、信者数の拡大に警戒感を抱いた政府当局により第一次、第二次の二度にわたる弾圧を受け、本部施設の破壊、全組織の解体、全幹部の拘束などが行われた。
また、教派神道やその他の神道系教団とは異なり、個人で思想活動を行なった神道思想家も多数いた。神道家の川面凡児は、内務省の神道政策を批判して、禊を中心とした神道精神の復古を力説し、万教帰一、万神即一神に基づく独自の神道思想を打ち出した。また、川面の影響を受けた今泉定助は、宣長以来の実証的な神道研究を行いつつ、川面に入門して宗教的な行法を体得し、独自の神道思想を表明した。その思想は、神と人間は本来一体であり、祓えを行うことによって心身を清め、統一主宰である直霊神を自己に発顕して神人合一の境地を実現することが、宇宙の真理であるというものである。今泉は政府の神社行政や軍部の戦争方針を批判し、政治家に対して戦争を止めるよう講演をするなどしたため、戦時中には著作や講演録が発禁処分となった。

### 神道指令と戦後神道
1945年（昭和20年）に第二次世界大戦が終結して日本が降伏すると、GHQによる占領政策の中で神道指令が発せられ、国家神道体制が解体された。神道は、GHQによって国家主義的イデオロギーの根源と断定され、1946年（昭和21年）の2月に明治以降の神社行政に関する法律が全廃、同時に神祇院以下国家の神社管轄機構も廃止されたことで、神社の「国家の宗祠」という立場は否定された。神社は、1945年（昭和20年）12月に制定された宗教法人令の規定に基づいて、他の宗教と同様の宗教法人の取り扱いとすることが定められ、近代社格制度も廃止された。占領解除後は宗教法人令が廃止され、1951年（昭和26年）に宗教法人法が制定された。これは、従前の宗教法人令よりも宗教法人の認定基準を厳しくしたもので、全国の神社もこの法律に伴い宗教法人となった。
1946年（昭和21年）1月には、宗教法人として存続することとなった全国の神社を包括するための神社団体として、大日本神祇会（全国神職会）、皇典講究所、神宮奉斎会の三団体が発展的に解消し、神社本庁が結成された。1969年（昭和44年）には神社本庁のロビー活動団体として神道政治連盟（神政連）が結成された。神政連は自由民主党の有力な支持団体である。神政連に推薦された国会議員らは神道政治連盟国会議員懇談会という議員連盟を組織している。そして神政連は日本最大のナショナリスト団体の日本会議の中核を占めている
。

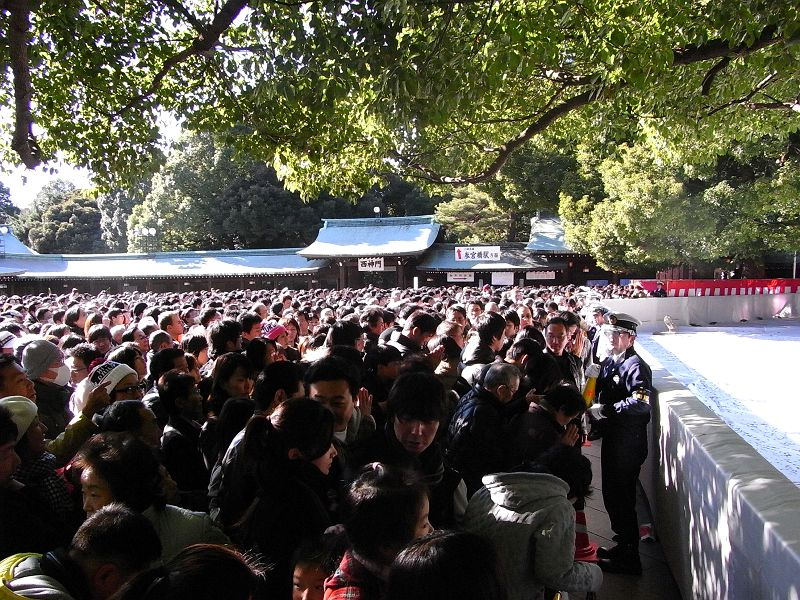
初詣の様子（明治神宮）

なお、神社は公的な立場を失ったものの、戦前には禁じられていた神葬祭の実施や各種の祈祷の隆盛により、経済的には戦前を上回る繁栄を手にした。高度経済成長によって日本経済が向上すると、神社においても戦前を上回る整備や拡充が行われるようになった。他方、経済成長により都市化が進むと、地方の過疎化に伴う氏子の減少や神職の後継者不足といった問題が顕在化していった。都市の神社においても、氏子層の流動化や都市開発による神社環境の悪化、名目氏子の増大などの問題を抱えるようになった。
平成に入ると、2000年代からはパワースポットブームが生じ、2010年代以降には御朱印集めもブームとなって、神社に参詣する人が増加した一方、その境内地での振る舞いやマナー、御朱印の転売などといった問題も生じ始めた。また、氏子の減少や地方の過疎化の問題に伴う神社の財政的問題も平成に入り一層顕在化した。2015年（平成27年）に神社本庁が全国約6000の神社に行ったアンケートによると、年間の収入が1億円以上の神社はわずか2%だった一方、300万円未満と答えた神社はおよそ6割にのぼった。高齢化や人口減少で氏子の数が減って地方を中心に収入の確保が難しくなり、経営が立ちゆかなくなる神社が相次いでおり、この10年で神社の数はおよそ300社減少している。このため、神社を守るためにやむを得ず神社の敷地の一部を貸し出してマンションなどにする神社の例も相次いでいる。一方、独創的な絵馬や御朱印を作ったり、合コンを企画したりカフェをオープンして憩いの場とするなど、様々な工夫を行うことで経営難を乗り切る神社の例もある。このほか、2007年（平成19年）にアニメ『らき☆すた』の舞台となったことで参拝客が増加した鷲宮神社など、アニメやマンガのファンが作品の舞台に訪れる「聖地巡礼」の対象となっている神社も日本全国に存在する。
現代における神社は、初詣、お宮参り、七五三、結婚式など、個人や家族の年中行事や人生儀礼における役割を果たしている。また、文化財の保護という側面から見ても重要な役割を果たしており、神社の社殿の建築における国宝指定数は2009年（平成21年）時点で27件30社に至っており、祇園祭など神社の祭祀や儀礼が重要文化財に登録されている例も多くあり、流鏑馬や雅楽、神楽舞など多くの伝統芸能が保存されている。また、都会の中に約100ヘクタールもの森林と約3000種の生物を有する明治神宮をはじめとして、多くの神社はその境内に森林を有しており、都市における森林保全の役割も担っている。また、神社界から環境問題に関する発言が行われる例も増えており、2009年（平成21年）には、世界中の多様な宗教者が集まる「平和のための世界集会」に神道の代表者として神社本庁が参加し、神道の立場から自然と人類の共生の必要性を訴えた。
2022年（令和4年）6月13日に開かれた神道政治連盟国会議員懇談会の会合の中で性的少数者及び障害者に対する差別的な言説を展開する資料が配布された問題が起きている。この件では神社関係者の性的少数派当事者からも批判の声が挙がっている。ノンバイナリーの神社関係者が発起人となって当事者による意見書を作成し、「神道LGBTQ+連絡会」というアカウント名でTwitterに同書を投稿した。神社本庁やその関連団体が差別や偏見を助長してきたことに、内部から声を挙げなければいけないとの思いだったという。